# 국도 제19호선

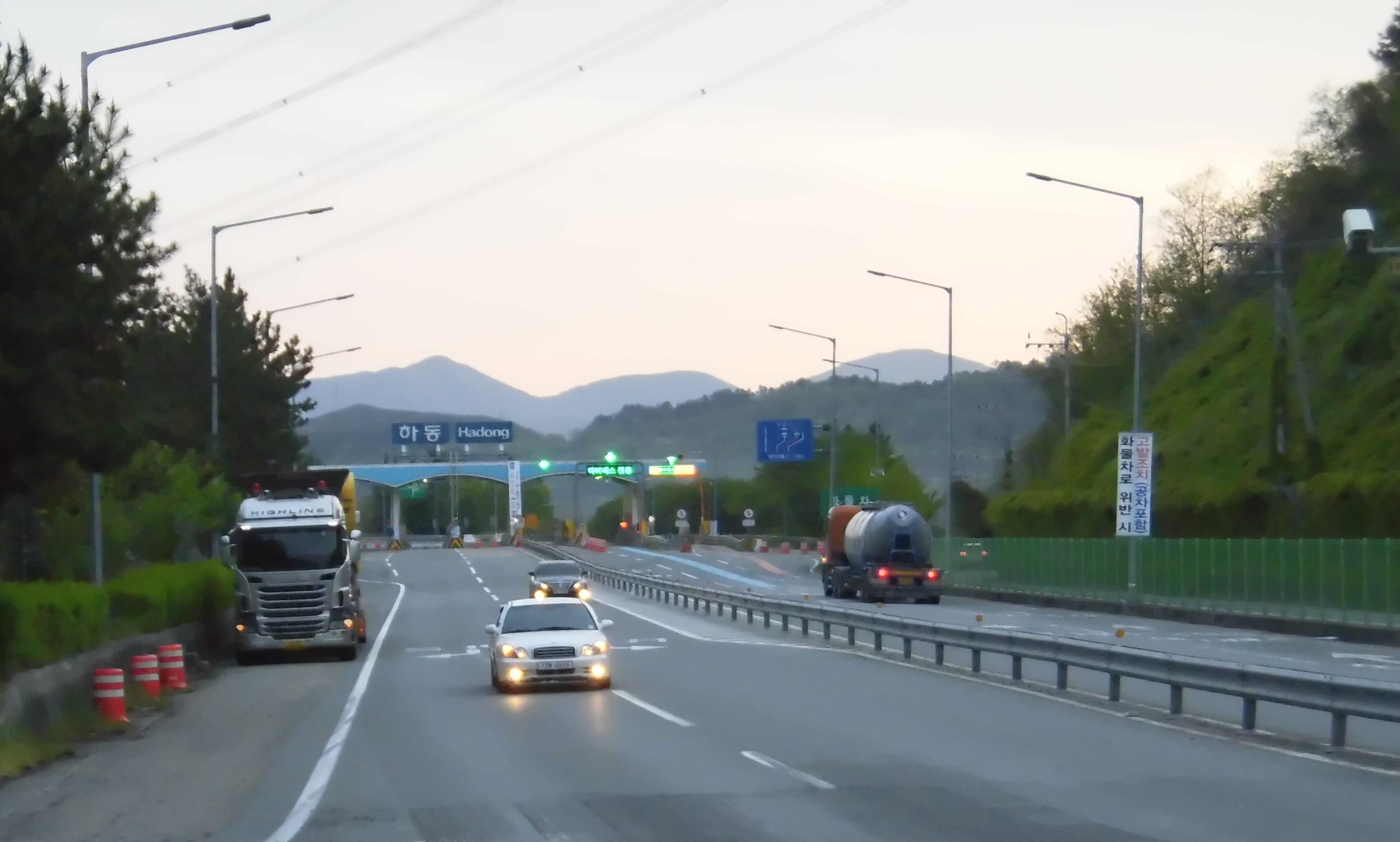
하동 나들목

국도 제19호선 (國道第十九號線)은 경상남도 남해군 미조면 미조리에서 강원특별자치도 홍천군 서석면 풍암리에 이르는 대한민국의 일반 국도이다.

## 역사
- 1971년 8월 31일 : 일반국도노선지정령에 의해 국도 제19호선 남해 ~ 원주선이 됨.[1]
- 1975년 10월 1일 : 청원군 미원면 운암리 ~ 보은군 내북면 상궁리 총 1.3 km 구간 개통 및 기존 1.59 km 구간 폐지[2]
- 1980년 2월 22일 : 충청북도 중원군 산척면 영덕리(하영) ~ 강원도 원주시 39.5 km 구간 개통 및 기존 39.651 km 구간 폐지[3]
- 1980년 8월 22일 : 남원군 산동면 목동리 ~ 무주군 무주읍 읍내리 84.6 km 구간 개통[4]
- 1980년 10월 2일 : 남해군 삼동면 미조리 ~ 이동면 신전리 총 1.331 km 구간 개통 및 기존 380m 구간 폐지[5]
- 1987년 5월 26일 : 기존 지정 구간인 청산면 소재지(옥천군 청산면 고평리 ~ 지전리), 보은읍 소재지(보은군 보은읍 죽전리 ~ 삼산리), 괴산읍 소재지(괴산군 괴산읍 동부리 ~ 대덕리) 구간 폐지[6]
- 1988년 3월 23일 : 영동군 영동읍 계산리 1.57 km 구간 개통, 기존 1.5 km 구간 폐지[7]
- 1992년 11월 16일 : 보은군 내북면 상궁리 180m 구간 개통, 기존 392m 구간 폐지[8]
- 1996년 7월 1일 : 기점을 '경상남도 남해군 삼동면'에서 '경상남도 남해군 미조면'으로 연장함.[9]
- 1996년 7월 19일 : 강원도 원주시 ~ 홍천군 서석면 구간을 국가지원지방도 제19호선 원주 ~ 홍천선으로 지정[10]
- 1998년 4월 3일 : 장수군 장계읍 장계리 860m 구간 개통[11]
- 1998년 4월 28일 : 전라남도 순천시 황전면 선변리 ~ 전라북도 남원시 고죽동 36.26 km 구간 개통[12]
- 1998년 11월 5일 : 괴산군 감물면 오성리 ~ 광전리 600m 구간 개통, 기존 620m 구간 폐지[13]
- 1998년 12월 26일 : 영동군 학산면 아암리 ~ 범화리 2.07 km 구간 개통, 기존 1.3 km 구간 폐지[14]
- 1999년 3월 10일 : 이동우회도로(남해군 이동면 무림리 ~ 석평리) 1.4 km 구간 개통, 기존 1.2 km 구간 폐지[15]
- 1999년 4월 28일 : 남해군 이동면 석평리 ~ 다정리 980m 구간 개통[16]
- 1999년 6월 1일 : 옥천군 청성면 능월리 ~ 보은군 삼승면 서원리 1.38 km 구간 확장 개통, 기존 1.3 km 구간 폐지[17]
- 1999년 12월 28일 : 하동군 금남면 노량리 ~ 송문리 3.2 km 구간 개통, 기존 3.5 km 구간 폐지[18]
- 2000년 1월 10일 : 영동군 용산면 상용리 ~ 율리 3.6 km 구간 확장 개통[19]
- 2000년 9월 6일 : 신월 ~ 하동간 도로(하동군 고전면 신월리 ~ 하동읍 비파리) 5.81 km 구간 부분개통[20]
- 2001년 8월 25일: 일반국도 노선 지정령과 국가지원지방도 노선 지정령의 전면 개정으로 인하여 국도 제19호선과 국가지원지방도 제19호선이 통폐합되어 노선이 연장되었다. (통합전: 남해 ~ 원주선, 원주 ~ 홍천선) (통합후: 남해 ~ 홍천선)
- 2001년 12월 24일 : 옥천군 청성면 산계리 ~ 화성리 2.24 km 구간 확장 개통, 기존 2.4 km 구간 폐지[21]
- 2001년 12월 26일 : 영동군 용산면 법화리 ~ 청산면 효목리 3.02 km 구간 확장 개통, 기존 3.3 km 구간 폐지[22]
- 2001년 12월 27일 : 신월 ~ 하동간 도로(하동군 고전면 신월리 ~ 하동읍 광평리) 7.74 km 전 구간 확장 개통[23]
- 2002년 8월 3일 : 원주시 관설동 ~ 봉산동 7.4 km 구간을 자동차 전용도로로 지정[24]
- 2003년 12월 12일 : 영동군 용산면 율리 880m 구간 확장 개통[25]
- 2004년 1월 16일 : 괴산군 감물면 오성리 1.08 km 구간 확장 개통[26]
- 2005년 7월 13일 : 충주시 용두동 ~ 금가면 사암리 10.8 km 구간을 자동차 전용도로로 지정[27]
- 2005년 12월 16일 : 무주군 무주읍 가옥리 ~ 오산리 구간 8.14 km 4차선 확장 개통.[28][29]
- 2006년 1월 25일 : 영동군 학산면 범화리 ~ 영동읍 부용리 11.94 km 구간 확장 개통, 기존 12.5 km 구간 폐지[30]
- 2006년 2월 3일 : 횡성군 횡성읍 영영포리 ~ 옥동리 3.5 km 횡성군도 제2호선 구간으로 이설[31]
- 2006년 11월 2일 : 충청북도 충주시 소태면 구룡리 ~ 강원도 원주시 흥업면 매지리 14.4 km 구간을 자동차 전용도로로 지정[32]
- 2007년 5월 7일 : 충주시 소태면 구룡리 750m 구간 개통, 기존 구간 폐지[33]
- 2007년 6월 29일 : 귀래우회도로 (충주시 소태면 구룡리 ~ 원주시 귀래면 운계리 구간 7.5 km) 개통.[34]
- 2007년 7월 31일 : 귀래우회도로 정식 개통[35]
- 2007년 8월 12일 : 보은군 삼승면 송죽리 700m 구간 개통, 기존 구간 폐지[36]
- 2007년 9월 18일 : 전도IC ~ 신월간 도로(하동군 금남면 계천리 ~ 고전면 신월리) 3.948 km 구간 확장 개통[37][38], 기존 구간 폐지[39]
- 2007년 12월 31일 : 학산 ~ 영동간 도로(영동군 영동읍 부용리 ~ 무주군 무주읍 오산리) 구간 20.26 km 4차선 확장 개통.[40][41], 무주 ~ 학산간 도로(무주군 무주읍 오산리) 2.04 km 구간 확장 개통 및 기존 구간 폐지[42]
- 2008년 12월 30일 : 무주군 적상면 사산리 ~ 무주읍 가옥리 7.7 km 구간 확장 개통 및 기존 8.1 km 구간 폐지[43]
- 2009년 7월 18일 : 보은 ~ 내북간 도로(보은군 보은읍 금굴리 ~ 학림리) 구간 10.7 km 4차선 신설 개통.[44][45]
- 2009년 12월 31일 : 수안보 나들목 ~ 수안보간 도로(괴산군 장연면 방곡리 ~ 살미면 세성리) 구간 6.6 km 신설 개통.[46][47]
- 2010년 11월 19일 : 원주시 귀래면 운계리 ~ 흥업면 매지리 구간 8.1 km 4차선 확장 개통.[48]
- 2010년 11월 26일 : 충청북도 충주시 소태면 구룡리 ~ 강원도 원주시 흥업면 매지리 14.4 km 자동차 전용도로 구간에서 매지 교차로 구간 220m를 축소해 14.2km가 됨.[49]
- 2010년 12월 22일 : 보은 ~ 내북간 도로(보은군 보은읍 금굴리 ~ 청원군 미원면 운암리) 구간 19.9 km 4차선 신설 개통.[50][51][52]
- 2010년 12월 30일 : 무주 안성우회도로(무주군 안성면 죽천리 ~ 적상면 사산리) 6.8 km 구간 확장 개통, 기존 6.0 km 구간 폐지[53][54]
- 2011년 3월 15일 : 내북 ~ 운암간 도로(보은군 산외면 이식리 ~ 청원군 미원면 운암리) 3.5 km 구간 확장 개통[55]
- 2012년 6월 30일 : 충주시 산척면 영덕리 ~ 소태면 구룡리 9.97 km 구간 확장 개통, 기존 11.85 km 구간 폐지[56][57]
- 2012년 7월 26일 : 번암 ~ 장수간 도로(장수군 번암면 국포리 ~ 장수읍 개정리) 8.74 km 구간 확장 개통[58]
- 2013년 6월 28일 : 충주 국도대체우회도로 (충주시 용두동 ~ 금가면 사암리 구간 10.8 km) 개통.[59]
- 2013년 8월 12일 : 용두 ~ 금가간 도로(충주시 용두동 ~ 동량면 대전리) 10.8 km 구간 확장 개통, 기존 충주시 풍동 ~ 금가면 사암리 14.4 km 구간 폐지[60]
- 2013년 12월 23일 : 원주시 국도대체우회도로의 관설 ~ 봉산간 도로(원주시 관설동 관설 교차로 ~ 행구동 행구 교차로) 5.3 km 구간 확장 개통[61]
- 2014년 1월 16일 : 원주시 국도대체우회도로 개통으로 인해 기존 원주시 관통(원주시 흥업면 흥업리 ~ 소초면 장양리) 14.138 km 구간 폐지[62]
- 2016년 2월 19일 : 하동 ~ 평사리간 도로(하동군 하동읍 읍내리 ~ 악양면 미점리) 8.61 km 구간 확장 개통[63]
- 2016년 12월 20일 : 영동 ~ 용산간 도로(영동군 영동읍 부용리 ~ 설계리) 2.56 km 구간 확장 개통, 기존 2.0 km 구간 폐지[64]
- 2017년 2월 27일 : 고현 ~ 하동IC간 도로 3공구(남해군 고현면 도마리 ~ 설천면 덕신리) 5.0 km 구간 확장 개통[65], 기존 남해군 고현면 대사리 ~ 차면리 800m 구간 폐지[66]
- 2017년 3월 15일 : 영동 ~ 추풍령간 도로 1공구(영동군 영동읍 부용리) 850m 구간 확장 개통, 기존 구간 폐지[67]
- 2017년 5월 30일 : 고현 ~ 하동IC간 도로 1공구(하동군 금남면 송문리 ~ 계천리) 5.71 km 구간 확장 개통[68], 기존 2.2 km 구간 폐지[69]
- 2018년 5월 4일 : 운암 ~ 미원간 도로(청주시 상당구 미원면 운암리 ~ 미원리) 4.09 km 구간 확장 개통, 기존 2.0 km 구간 폐지[70]
- 2018년 8월 10일 : 보은군 보은읍 금굴리 ~ 삼승면 우진리, 보은군 삼승면 서원리 ~ 원남리 총 4.0 km 구간 확장 개통, 기존 보은군 삼승면 서원리 340m 구간 폐지[71]
- 2018년 8월 16일 : 괴산 ~ 괴산IC간 도로(괴산군 감물면 오성리 ~ 장연면 방곡리) 6.05 km 구간 확장 개통, 기존 괴산군 감물면 백양리 ~ 장연면 방곡리 4.6 km 구간 폐지[72]
- 2018년 9월 13일 : 고현 ~ 하동IC간 도로 2공구(남해군 설천면 덕신리 ~ 하동군 금남면 노량리) 및 노량대교 3.1 km 구간 확장 개통[73] 및 기존 3.72 km 구간 폐지[74]
- 2019년 7월 30일 : 고현 ~ 이동간 도로(남해군 고현면 도마리 ~ 남해읍 차산리) 4.3 km 구간 확장 개통, 기존 남해군 고현면 도마리 1.26 km 구간 폐지[75]
- 2019년 12월 27일 : 고현 ~ 이동간 도로(남해군 남해읍 남변리 ~ 이동면 석평리) 5.9 km 구간 확장 개통[76]
- 2020년 12월 21일 : 양아(두보)지구 위험도로(남해군 상주면 양아리) 560m 구간 개량 개통[77], 기존 380m 구간 폐지[78]
- 2021년 6월 4일 : 하동 ~ 화개간 도로(하동군 악양면 미점리 ~ 화개면 탑리) 9.3 km 구간 확장 개통
- 2021년 6월 22일: '충청북도 괴산군 괴산읍 동부리 동진 교차로 ~ 검승 교차로 ~ 감물면 오성리' 구간을 '충청북도 괴산군 괴산읍 동부리 동진 교차로 ~ 동부 교차로 ~ 능촌리 ~ 감물면 오성리'구간으로 변경하고 기존 구간 국도 지정 해제[79]
- 2022년 3월 31일 : 화엄사 진입도로(구례군 마산면 냉천리 ~ 광평리) 900m 구간 확장 개통[80]
- 2022년 4월 11일 : 2022년 6월 11일까지 구례 지천지구 수해복구를 위해 냉천 교차로 ~ 광의사거리 3 km 구간 통행 제한[81]
- 2022년 7월 19일 : 하동 ~ 화개간 도로 확장 개통으로 인해 기존 하동군 화개면 미점리 ~ 화개면 탑리 총 1.2 km 구간 폐지[82]
- 2023년 11월 17일: 영동군 영동읍 설계리 2.4 km 구간 확장 개통, 기존 1.9 km 구간 폐지[83]

## 주요 경유지
경상남도
- 남해군 (미조면 · 상주면 · 이동면 · 남해읍 · 고현면 · 설천면) - 하동군 (금남면 · 고전면 · 하동읍 · 악양면 · 화개면)

전라남도
- 구례군 (토지면 · 마산면 · 광의면 · 용방면 · 산동면)

전북특별자치도
- 남원시 (주천면 · 이백면 · 고죽동 · 식정동 · 산동면) - 장수군 (번암면 · 장수읍 · 계남면 · 장계면 · 계북면) - 무주군 (안성면 · 적상면 · 무주읍)

충청북도
- 영동군 (학산면 · 양강면 · 영동읍 · 용산면) - 옥천군 (청산면 · 청성면) - 보은군 (삼승면 · 탄부면 · 보은읍 · 내북면 · 산외면 · 내북면) - 청주시 상당구 미원면 - 괴산군 (청안면 · 청천면 · 문광면 · 괴산읍 · 감물면 · 장연면) - 충주시 (살미면 · 풍동 · 가주동 · 용관동 · 용두동 · 중앙탑면 · 금가면 · 동량면 · 금가면 · 동량면 · 금가면 · 동량면 · 산척면 · 엄정면 · 소태면)

강원특별자치도
- 원주시 (귀래면 · 흥업면 · 무실동 · 단계동 · 학성동 · 단계동 · 우산동 · 학성동 · 태장동 · 소초면) - 횡성군 (횡성읍 · 갑천면 · 청일면) - 홍천군 서석면

## 노선
- (■): 자동차 전용도로 구간

### 경상남도

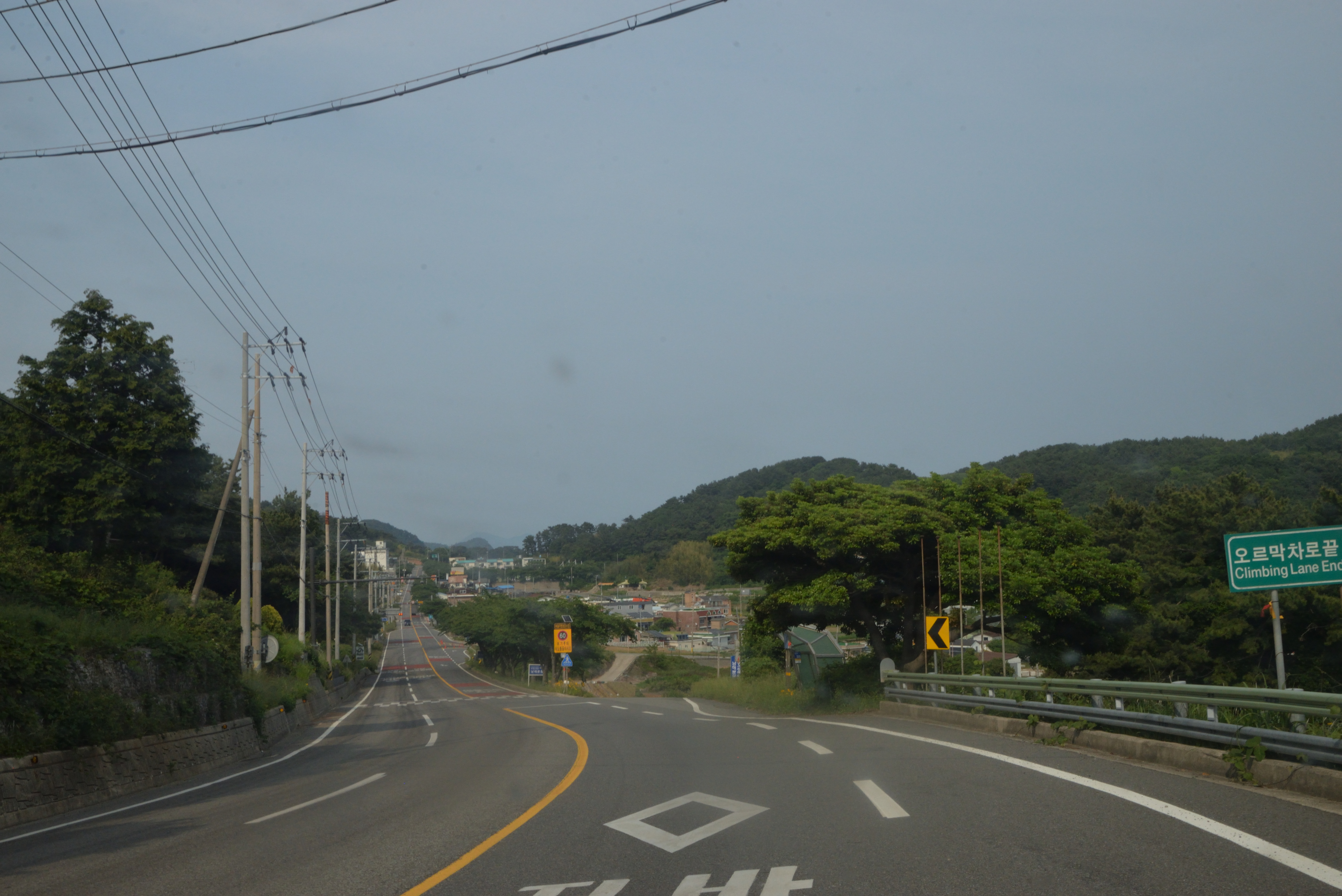
국도 제19호선 오르막차로, 남해군 미조면

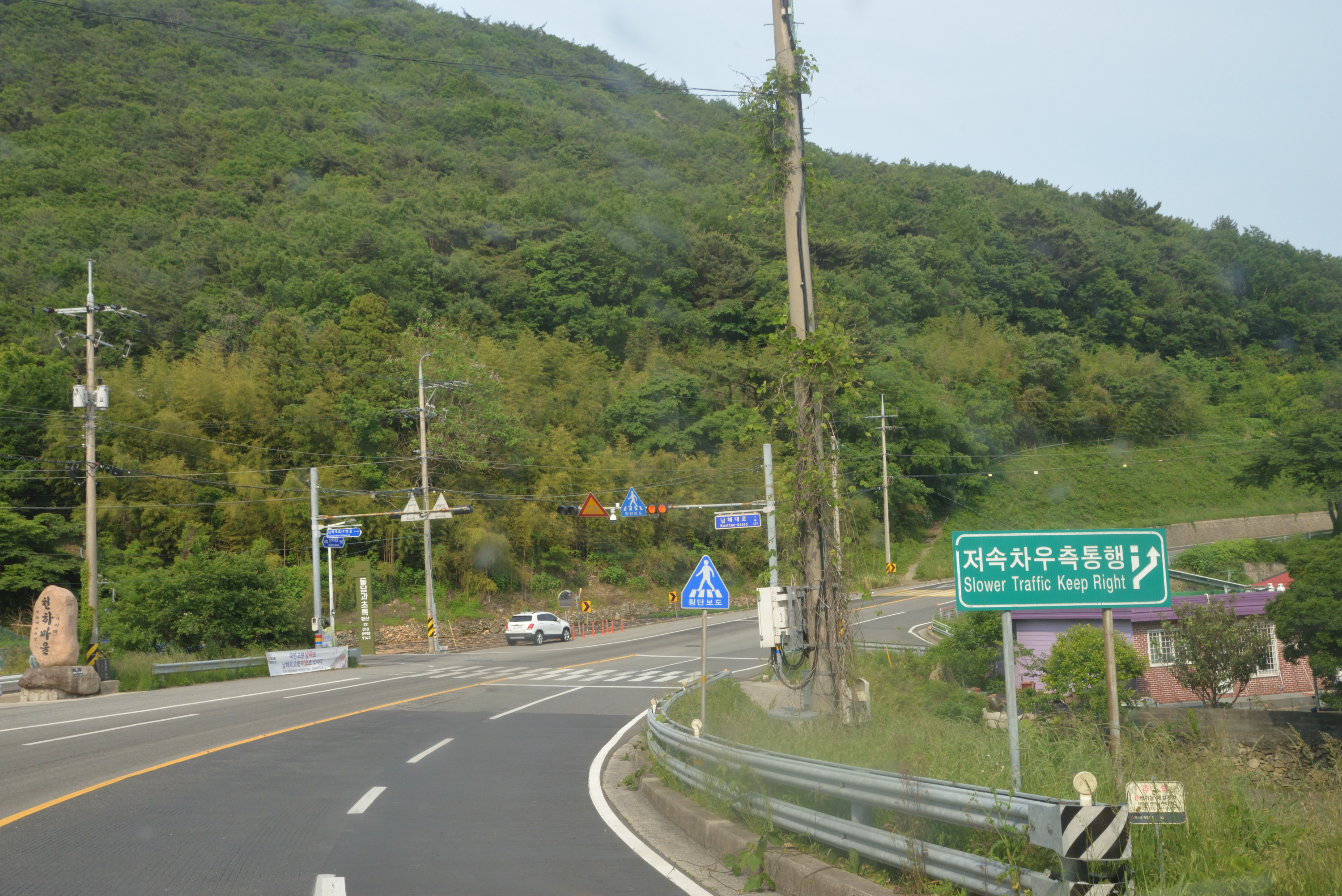
국도 제19호선 오르막차로, 남해군 미조면 송정리

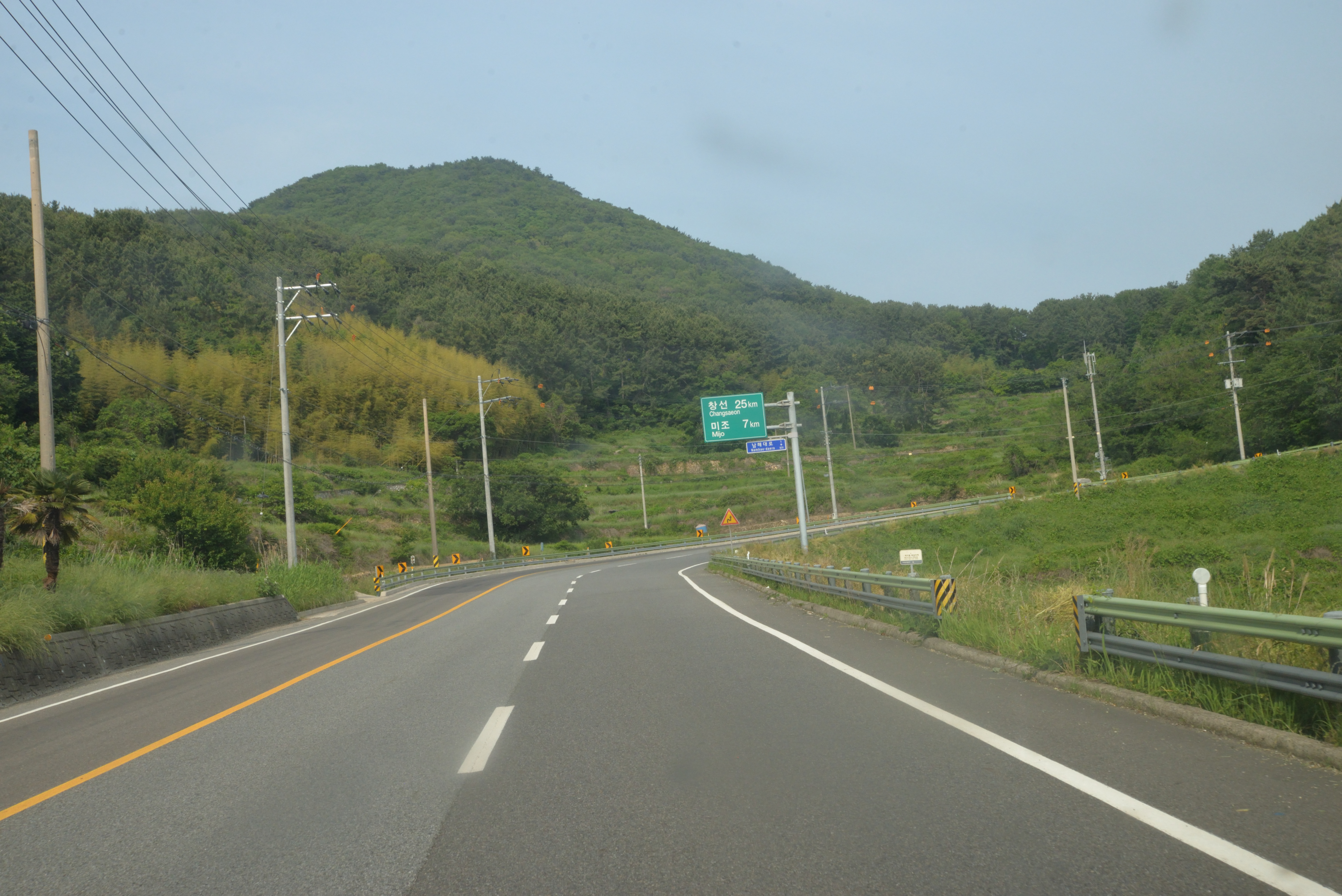
국도 제19호선 오르막차로, 남해군 상주면 상주리

| 이름                                              | 접속 노선                                  | 소재지                                        | 소재지                                             | 비고                                          |
| ------------------------------------------------- | ------------------------------------------ | --------------------------------------------- | -------------------------------------------------- | --------------------------------------------- |
| 미조마을                                          | 미조로                                     | 남해군                                        | 미조면                                             | 기점                                          |
| 초전삼거리                                        | 국도 제3호선 국도 제77호선 (동부대로)      | 남해군                                        | 미조면                                             | 국도 제77호선과 중복                          |
| 송정해수욕장                                      |                                            | 남해군                                        | 미조면                                             | 국도 제77호선과 중복                          |
| 상주중학교 상주해수욕장 상주면사무소 상주초등학교 |                                            | 남해군                                        | 상주면                                             | 국도 제77호선과 중복                          |
| 상주현                                            |                                            | 남해군                                        | 상주면                                             | 국도 제77호선과 중복                          |
| (이름 없음)                                       | 보리암로                                   | 남해군                                        | 이동면                                             | 국도 제77호선과 중복                          |
| 신전삼거리                                        | 지방도 제1024호선 (남서대로)               | 남해군                                        | 이동면                                             | 국도 제77호선과 중복 지방도 제1024호선과 중복 |
| 이동 교차로 (이동육교)                            | 지방도 제1024호선 (삼이로) 무림로          | 남해군                                        | 이동면                                             | 국도 제77호선과 중복 지방도 제1024호선과 중복 |
| 석평 교차로                                       | 무림로                                     | 남해군                                        | 이동면                                             | 국도 제77호선과 중복                          |
| 석평교                                            |                                            | 남해군                                        | 이동면                                             | 국도 제77호선과 중복                          |
| 보광 교차로                                       | 죽방로                                     | 남해군                                        | 이동면                                             | 국도 제77호선과 중복                          |
| 고모 교차로                                       | 강진만로                                   | 남해군                                        | 이동면                                             | 국도 제77호선과 중복                          |
| 용두 교차로                                       | 남해대로2264번길                           | 남해군                                        | 이동면                                             | 국도 제77호선과 중복                          |
| 다천교                                            |                                            | 남해군                                        | 이동면                                             | 국도 제77호선과 중복                          |
| 다천 교차로                                       | 남해대로2363번길                           | 남해군                                        | 이동면                                             | 국도 제77호선과 중복                          |
| 남해기상관측소                                    |                                            | 남해군                                        | 이동면                                             | 국도 제77호선과 중복                          |
| 다초 교차로                                       | 남해대로2431번길 초음로37번길              | 남해군                                        | 이동면                                             | 국도 제77호선과 중복                          |
| 보물섬 마늘나라 남해군 농업기술센터               |                                            | 남해군                                        | 이동면                                             | 국도 제77호선과 중복                          |
| 초곡 교차로                                       | 초양로 남해대로2477번길                    | 남해군                                        | 이동면                                             | 국도 제77호선과 중복                          |
| 다정교                                            |                                            | 남해군                                        | 이동면                                             | 국도 제77호선과 중복                          |
| 대입현 교차로                                     | 당넘로                                     | 남해군                                        | 남해읍                                             | 국도 제77호선과 중복                          |
| 입현 교차로                                       | 강진만로                                   | 남해군                                        | 남해읍                                             | 국도 제77호선과 중복                          |
| 소입현 교차로                                     | 남해대로2698번길                           | 남해군                                        | 남해읍                                             | 국도 제77호선과 중복                          |
| 입현교                                            |                                            | 남해군                                        | 남해읍                                             | 국도 제77호선과 중복                          |
| 유배문화박물관앞 교차로                           | 에코파크길                                 | 남해군                                        | 남해읍                                             | 국도 제77호선과 중복                          |
| 남변사거리                                        | 스포츠로 화전로                            | 남해군                                        | 남해읍                                             | 국도 제77호선과 중복                          |
| 경남도립남해대학                                  |                                            | 남해군                                        | 남해읍                                             | 국도 제77호선과 중복                          |
| 남해지하차도                                      |                                            | 남해군                                        | 남해읍                                             | 국도 제77호선과 중복                          |
| 남해제일고등학교 남해시외버스터미널               |                                            | 남해군                                        | 남해읍                                             | 국도 제77호선과 중복                          |
| 남해 교차로                                       | 화전로                                     | 남해군                                        | 남해읍                                             | 국도 제77호선과 중복                          |
| 동산교 심천교                                     |                                            | 남해군                                        | 남해읍                                             | 국도 제77호선과 중복                          |
| 심천 교차로                                       | 남해대로2984번길                           | 남해군                                        | 남해읍                                             | 국도 제77호선과 중복                          |
| 풍산 교차로                                       | 남해대로3100번가길                         | 남해군                                        | 고현면                                             | 국도 제77호선과 중복                          |
| 이어 교차로                                       | 화방로 남해대로3100번길                    | 남해군                                        | 고현면                                             | 국도 제77호선과 중복                          |
| 대곡 교차로                                       | 남해대로                                   | 남해군                                        | 고현면                                             | 국도 제77호선과 중복                          |
| 도마교                                            |                                            | 남해군                                        | 고현면                                             | 국도 제77호선과 중복                          |
| 성산 교차로                                       | 지방도 제1024호선 (설천로) 남해대로        | 남해군                                        | 고현면                                             | 국도 제77호선과 중복 지방도 제1024호선과 중복 |
| 가청곡 교차로                                     | 삼봉로                                     | 남해군                                        | 고현면                                             | 국도 제77호선과 중복 지방도 제1024호선과 중복 |
| (고현주유소)                                      | 탑동로                                     | 남해군                                        | 고현면                                             | 국도 제77호선과 중복 지방도 제1024호선과 중복 |
| 고현교                                            |                                            | 남해군                                        | 고현면                                             | 국도 제77호선과 중복 지방도 제1024호선과 중복 |
| 탑동 교차로 (중앙육교)                            | 국도 제77호선 지방도 제1024호선 (남서대로) | 남해군                                        | 고현면                                             | 국도 제77호선과 중복 지방도 제1024호선과 중복 |
| 고현 교차로                                       | 탑동로                                     | 남해군                                        | 고현면                                             |                                               |
| 방월교                                            |                                            | 남해군                                        | 고현면                                             |                                               |
| 순국공원 교차로                                   |                                            | 남해군                                        | 고현면                                             |                                               |
| 차면 교차로                                       | 남해대로3883번길 남해대로3884번길          | 남해군                                        | 고현면                                             |                                               |
| (생태통로)                                        |                                            | 남해군                                        | 고현면                                             |                                               |
| 월곡 교차로                                       | 남해대로                                   | 남해군                                        | 설천면                                             |                                               |
| 덕신1교                                           |                                            | 남해군                                        | 설천면                                             |                                               |
| 감암터널                                          |                                            | 남해군                                        | 설천면                                             | 상행 연장 492m 하행 연장 495m                 |
| 감암 교차로                                       | 노량로                                     | 남해군                                        | 설천면                                             | 하행만 진출 가능                              |
| 노량대교                                          |                                            | 남해군                                        | 설천면                                             |                                               |
|                                                   | 하동군                                     | 금남면                                        |                                                    |                                               |
| 노량 교차로                                       | 하동군                                     | 금남면                                        | 섬진강대로 제먼당길                                |                                               |
| 금남 교차로                                       | 하동군                                     | 금남면                                        | 제먼당길                                           |                                               |
| 소송 교차로                                       | 하동군                                     | 금남면                                        | 소송양달길 소송음달길                              |                                               |
| (신기교)                                          | 하동군                                     | 금남면                                        | 태봉길                                             | 하행 진입 불가                                |
| 대송천교                                          | 하동군                                     | 금남면                                        |                                                    |                                               |
| 대송사거리                                        | 하동군                                     | 금남면                                        | 대송들몰길                                         |                                               |
| 사등삼거리                                        | 하동군                                     | 금남면                                        | 섬진강대로 금오길 덕오길                           |                                               |
| 덕천교                                            | 하동군                                     | 금남면                                        |                                                    |                                               |
| 덕포사거리                                        | 하동군                                     | 금남면                                        | 섬진강대로                                         |                                               |
| 진정사거리                                        | 하동군                                     | 금남면                                        | 경제산업로 큰동네길                                |                                               |
| 덕포천교                                          | 하동군                                     | 금남면                                        |                                                    |                                               |
| 덕천 교차로 (계천교)                              | 하동군                                     | 금남면                                        | 갈사만 진입도로 3호선                              |                                               |
| 하동 나들목 (계천사거리)                          | 하동군                                     | 금남면                                        | 10호선 남해고속도로 국도 제59호선 (산업로)         | 국도 제59호선과 중복                          |
| 고남교                                            | 하동군                                     | 금남면                                        |                                                    | 국도 제59호선과 중복                          |
|                                                   | 하동군                                     | 고전면                                        |                                                    | 국도 제59호선과 중복                          |
| 전도 교차로                                       | 하동군                                     | 하동읍성로 재첩길                             |                                                    | 국도 제59호선과 중복                          |
| 월진 교차로                                       | 하동군                                     | 월진길 재첩길                                 |                                                    | 국도 제59호선과 중복                          |
| 하동포구터널                                      | 하동군                                     |                                               | 국도 제59호선과 중복 상행 연장 625m 하행 연장 670m |                                               |
| 신방교                                            | 하동군                                     |                                               | 국도 제59호선과 중복                               |                                               |
| 신방 교차로                                       | 하동군                                     | 재첩길                                        | 국도 제59호선과 중복                               |                                               |
| 신월 교차로                                       | 하동군                                     | 공설운동장로                                  | 국도 제59호선과 중복                               |                                               |
| 횡천교                                            | 하동군                                     |                                               | 국도 제59호선과 중복                               |                                               |
|                                                   | 하동군                                     | 하동읍                                        | 국도 제59호선과 중복                               |                                               |
| 하동 교차로                                       | 하동군                                     | 국도 제2호선 국도 제59호선 (충무공로)         | 국도 제59호선과 중복                               |                                               |
| 목도교 계성교 신기교                              | 하동군                                     |                                               |                                                    |                                               |
| 신기 교차로                                       | 하동군                                     | 군청로                                        |                                                    |                                               |
| 송림 회전교차로                                   | 하동군                                     | 국가지원지방도 제58호선 (경서대로) 섬진강대로 | 국가지원지방도 제58호선과 중복                     |                                               |
| 하동고등학교 하동초등학교                         | 하동군                                     |                                               | 국가지원지방도 제58호선과 중복                     |                                               |
| 하동경찰서                                        | 하동군                                     | 군청로 향교1길                                | 국가지원지방도 제58호선과 중복                     |                                               |
| 하동시외버스터미널                                | 하동군                                     | 국가지원지방도 제58호선 (경서대로)            | 국가지원지방도 제58호선과 중복                     |                                               |
| 하동우체국 하동읍사무소 하동군청 별관             | 하동군                                     |                                               |                                                    |                                               |
| 읍내 교차로                                       | 하동군                                     | 섬진강대로                                    |                                                    |                                               |
| 두곡 교차로                                       | 하동군                                     | 화심길                                        |                                                    |                                               |
| 만지 교차로                                       | 하동군                                     | 섬진강대로                                    |                                                    |                                               |
| 신지 교차로                                       | 하동군                                     | 섬진강대로                                    |                                                    |                                               |
| 호암 교차로                                       | 하동군                                     | 섬진강대로                                    |                                                    |                                               |
| (흥룡리)                                          | 하동군                                     | 섬진강대로                                    |                                                    |                                               |
| 흥룡 교차로                                       | 하동군                                     | 흥룡길                                        |                                                    |                                               |
| 악양 교차로                                       | 하동군                                     | 섬진강대로                                    | 악양면                                             |                                               |
| 악양교                                            | 하동군                                     |                                               | 악양면                                             |                                               |
| 평사리공원입구                                    | 하동군                                     | 섬진강대로                                    | 악양면                                             |                                               |
| 외둔교                                            | 하동군                                     |                                               | 악양면                                             |                                               |
| 외둔 교차로                                       | 하동군                                     | 지방도 제1003호선 (악양서로)                  | 악양면                                             |                                               |
| 고소성 교차로                                     | 하동군                                     |                                               | 악양면                                             |                                               |
| 화개졸음쉼터                                      | 하동군                                     |                                               | 화개면                                             | 하행 전용                                     |
| 검두교                                            | 하동군                                     |                                               | 화개면                                             |                                               |
| 검두 교차로                                       | 하동군                                     | 검두길                                        | 화개면                                             |                                               |
| 부춘교                                            | 하동군                                     |                                               | 화개면                                             |                                               |
| 부춘 교차로                                       | 하동군                                     | 부춘길                                        | 화개면                                             |                                               |
| 하동녹차연구소                                    | 하동군                                     |                                               | 화개면                                             |                                               |
| 상덕 교차로                                       | 하동군                                     | 상덕길                                        | 화개면                                             |                                               |
| 영당 교차로                                       | 하동군                                     | 상덕길                                        | 화개면                                             |                                               |
| 남도 교차로                                       | 하동군                                     | 남도대교로                                    | 화개면                                             |                                               |
| 화개장터삼거리                                    | 하동군                                     | 쌍계로                                        | 화개면                                             |                                               |
| 화개교                                            | 하동군                                     |                                               | 화개면                                             |                                               |
| 화개삼거리                                        | 하동군                                     | 지방도 제1023호선 (화개로)                    | 화개면                                             |                                               |

### 전라남도
| 이름                      | 접속 노선                                     | 소재지 | 소재지                          | 비고                    |
| ------------------------- | --------------------------------------------- | ------ | ------------------------------- | ----------------------- |
| 외곡삼거리                | 지방도 제865호선 (피아골로)                   | 구례군 | 토지면                          | 지방도 제865호선과 중복 |
| 연곡교                    |                                               | 구례군 | 토지면                          | 지방도 제865호선과 중복 |
| 한수교                    | 토지송정길                                    | 구례군 | 토지면                          | 지방도 제865호선과 중복 |
| 구례동중학교              |                                               | 구례군 | 토지면                          | 지방도 제865호선과 중복 |
| 동방천삼거리              | 지방도 제865호선 (간전중앙로)                 | 구례군 | 토지면                          | 지방도 제865호선과 중복 |
| 도산교                    |                                               | 구례군 | 토지면                          |                         |
| (파도리)                  | 반곡길 파도길                                 | 구례군 | 토지면                          |                         |
| 덕천교                    |                                               | 구례군 | 토지면                          |                         |
| 토지초등학교 토지면사무소 |                                               | 구례군 | 토지면                          |                         |
| 용두갈림길 교차로         | 당몰샘로                                      | 구례군 | 토지면                          |                         |
| 옥지교                    |                                               | 구례군 | 마산면                          |                         |
| 광평삼거리                | 국도 제18호선 (화엄사1로)                     | 구례군 | 마산면                          |                         |
| 냉천삼거리                | 국도 제18호선 (화엄사로)                      | 구례군 | 마산면                          | 국도 제18호선과 중복    |
| 냉천 나들목               | 국도 제17호선 국도 제18호선 (산업로) (구례로) | 구례군 | 마산면                          | 국도 제18호선과 중복    |
| 어덕촌삼거리              | 지방도 제861호선 (케이비에스중계소로)         | 구례군 | 광의면                          | 상행 진출만 가능        |
| 광의사거리                | 지방도 제861호선 (매천로)                     | 구례군 | 광의면                          | 지방도 제861호선과 중복 |
| 서시2교                   |                                               | 구례군 | 광의면                          | 지방도 제861호선과 중복 |
|                           | 용방면                                        | 구례군 |                                 | 지방도 제861호선과 중복 |
| 용방 교차로               | 선월길                                        | 구례군 |                                 | 지방도 제861호선과 중복 |
| 구례화엄사 나들목         | 27호선 순천완주고속도로                       | 구례군 |                                 | 지방도 제861호선과 중복 |
| 쑤악재                    |                                               | 구례군 |                                 | 지방도 제861호선과 중복 |
|                           | 산동면                                        | 구례군 |                                 | 지방도 제861호선과 중복 |
| 산동 교차로               | 용산로 지리산온천로                           | 구례군 |                                 | 지방도 제861호선과 중복 |
| (시랑 교차로)             | 지방도 제861호선 (고산로) 용산로 원촌길       | 구례군 |                                 | 지방도 제861호선과 중복 |
| 원촌 교차로               | 용산로 수락폭포길 원촌길                      | 구례군 |                                 |                         |
| 밤재터널                  |                                               | 구례군 | 상행 연장 1,490m 하행 연장 800m |                         |

### 전북특별자치도
| 이름                                    | 접속 노선                                                    | 소재지                                                           | 소재지                                             | 비고                                        |
| --------------------------------------- | ------------------------------------------------------------ | ---------------------------------------------------------------- | -------------------------------------------------- | ------------------------------------------- |
| 밤재터널                                |                                                              | 남원시                                                           | 주천면                                             | 상행 연장 1,490m 하행 연장 800m             |
| 장안 교차로                             | 국가지원지방도 제60호선 (쑥고개로) 중송길                    | 남원시                                                           | 주천면                                             | 양방향 진입 불가                            |
| 육모정 교차로                           | 국가지원지방도 제60호선 (정령치로) 지방도 제730호선 (원천로) | 남원시                                                           | 주천면                                             | 장안사거리와 연결                           |
| 용담교                                  |                                                              | 남원시                                                           | 주천면                                             |                                             |
| 초동교                                  |                                                              | 남원시                                                           | 이백면                                             |                                             |
| 척동교                                  | 이백로                                                       | 남원시                                                           | 이백면                                             | 상행 진출 불가 하행 진입 불가               |
| 요천교                                  |                                                              | 남원시                                                           | 이백면                                             |                                             |
|                                         | 도통동                                                       | 남원시                                                           |                                                    |                                             |
| 고죽 교차로                             | 국도 제24호선 (요천로) 산업로                                | 남원시                                                           | 국도 제24호선과 중복                               |                                             |
| 남원소방서                              |                                                              | 남원시                                                           | 국도 제24호선과 중복                               |                                             |
| 갈치삼거리                              | 지방도 제721호선 (보산로)                                    | 남원시                                                           | 국도 제24호선과 중복                               |                                             |
| 하갈교                                  | 정자길                                                       | 남원시                                                           | 국도 제24호선과 중복                               |                                             |
| 요천삼거리                              | 국도 제24호선 (황산로)                                       | 남원시                                                           | 국도 제24호선과 중복                               |                                             |
| 서부지방산림청                          |                                                              | 남원시                                                           | 산동면                                             |                                             |
| 태평삼거리                              | 요천상로                                                     | 남원시                                                           | 산동면                                             |                                             |
| 산동면 행정복지센터 산동초등학교 신기교 |                                                              | 남원시                                                           | 산동면                                             |                                             |
| 논실삼거리 (동남원 나들목)              | 12호선 광주대구고속도로 지방도 제743호선                     | 장수군                                                           | 번암면                                             | 지방도 제743호선과 중복                     |
| 대론삼거리                              | 성암길                                                       | 장수군                                                           | 번암면                                             | 지방도 제743호선과 중복                     |
| (신원)                                  | 신평로                                                       | 장수군                                                           | 번암면                                             | 지방도 제743호선과 중복                     |
| 번암면사무소                            |                                                              | 장수군                                                           | 번암면                                             | 지방도 제743호선과 중복                     |
| 번암정류소                              | 신평로 원노단길                                              | 장수군                                                           | 번암면                                             | 지방도 제743호선과 중복                     |
| 노단삼거리                              | 지방도 제743호선 지방도 제751호선 (지지로)                   | 장수군                                                           | 번암면                                             | 지방도 제743호선과 중복                     |
| 노단삼거리                              | 지방도 제743호선 지방도 제751호선 (지지로)                   | 장수군                                                           | 번암면                                             | 지방도 제751호선과 중복                     |
| 죽산삼거리                              | 방화동로                                                     | 장수군                                                           | 번암면                                             |                                             |
| 국포교                                  |                                                              | 장수군                                                           | 번암면                                             |                                             |
| 국포삼거리                              | 지방도 제751호선 (장남로)                                    | 장수군                                                           | 번암면                                             |                                             |
| (하교교)                                |                                                              | 장수군                                                           | 번암면                                             |                                             |
| 수분령                                  |                                                              | 장수군                                                           | 번암면                                             |                                             |
|                                         | 장수읍                                                       | 장수군                                                           |                                                    |                                             |
| 수분 교차로                             | 엄목정로 뜬봉샘길                                            | 장수군                                                           |                                                    |                                             |
| 개정2사거리                             | 국도 제13호선 (비행로) 한누리로                              | 장수군                                                           | 국도 제13호선과 중복                               |                                             |
| (삼봉)                                  | 와동길                                                       | 장수군                                                           | 국도 제13호선과 중복                               |                                             |
| 삼봉교                                  |                                                              | 장수군                                                           | 국도 제13호선과 중복                               |                                             |
| 두산육교                                | 장천로 발방골길                                              | 장수군                                                           | 국도 제13호선과 중복                               |                                             |
| 송천육교 장수천교 하비육교              |                                                              | 장수군                                                           | 국도 제13호선과 중복                               |                                             |
| 북동육교                                | 시장로 노하숲길                                              | 장수군                                                           | 국도 제13호선과 중복                               |                                             |
| 노하제1육교 노하육교                    |                                                              | 장수군                                                           | 국도 제13호선과 중복                               |                                             |
| 장수육교                                | 국도 제13호선 (장천로)                                       | 장수군                                                           | 국도 제13호선과 중복                               |                                             |
| 싸리재터널                              |                                                              | 장수군                                                           | 연장 약 270m                                       |                                             |
| 싸리재교                                | 싸리재로                                                     | 장수군                                                           |                                                    |                                             |
| 작은싸리재                              |                                                              | 장수군                                                           |                                                    |                                             |
|                                         | 계남면                                                       | 장수군                                                           |                                                    |                                             |
| (신전리)                                | 고양로                                                       | 장수군                                                           |                                                    |                                             |
| 화음교                                  |                                                              | 장수군                                                           |                                                    |                                             |
| 화음삼거리                              | 장안산로                                                     | 장수군                                                           |                                                    |                                             |
| 계남정류소 계남면사무소                 | 한거2길                                                      | 장수군                                                           |                                                    |                                             |
| 장수 나들목                             | 20호선 새만금포항고속도로                                    | 장수군                                                           |                                                    |                                             |
| (원호덕)                                | 원호덕길                                                     | 장수군                                                           |                                                    |                                             |
| (고기교 동단)                           | 고양로                                                       | 장수군                                                           |                                                    |                                             |
| (갈평)                                  | 갈평길                                                       | 장수군                                                           |                                                    |                                             |
| 장계남초등학교(폐교)                    |                                                              | 장수군                                                           |                                                    |                                             |
| (회전 교차로)                           | 장무로 장계1길                                               | 장수군                                                           | 장계면                                             |                                             |
| 장계면사무소                            | 문화로 한들로                                                | 장수군                                                           | 장계면                                             |                                             |
| 신동삼거리 (무진장소방서)               | 국도 제26호선 (육십령로) 장계신기길                          | 장수군                                                           | 장계면                                             | 국도 제26호선과 중복                        |
| 장계사거리                              | 국도 제26호선 (육십령로) 장무로                              | 장수군                                                           | 장계면                                             | 국도 제26호선과 중복                        |
| 장계농공단지                            |                                                              | 장수군                                                           | 장계면                                             |                                             |
| (침동)                                  | 침동길                                                       | 장수군                                                           | 장계면                                             |                                             |
| (호덕마을)                              | 금남로                                                       | 장수군                                                           | 장계면                                             |                                             |
| (호덕)                                  | 호덕길                                                       | 장수군                                                           | 장계면                                             |                                             |
| 금덕졸음쉼터                            |                                                              | 장수군                                                           | 장계면                                             | 무주 방향                                   |
| 집재                                    |                                                              | 장수군                                                           | 장계면                                             | 해발 510m                                   |
| 집재                                    | 계북면                                                       | 장수군                                                           |                                                    | 해발 510m                                   |
| 금덕졸음쉼터                            |                                                              | 장수군                                                           | 장수 방향                                          |                                             |
| (압곡)                                  | 매계압곡길                                                   | 장수군                                                           |                                                    |                                             |
| 산촌삼거리                              | 지방도 제743호선 (월현로)                                    | 장수군                                                           | 지방도 제743호선과 중복                            |                                             |
| 매계교                                  |                                                              | 장수군                                                           | 지방도 제743호선과 중복                            |                                             |
| (매계)                                  | 매계길                                                       | 장수군                                                           | 지방도 제743호선과 중복                            |                                             |
| 매계삼거리                              | 지방도 제743호선 (농소로)                                    | 장수군                                                           | 지방도 제743호선과 중복                            |                                             |
| 어전사거리                              | 소비재로 지마재로                                            | 장수군                                                           |                                                    |                                             |
| 계북면사무소 계북정류소                 |                                                              | 장수군                                                           |                                                    |                                             |
| (침샘골체육관)                          | 문성길                                                       | 장수군                                                           |                                                    |                                             |
| 계북중학교                              |                                                              | 장수군                                                           |                                                    |                                             |
| 솔재                                    |                                                              | 장수군                                                           |                                                    |                                             |
| 임평삼거리                              | 동계로                                                       | 장수군                                                           |                                                    |                                             |
| (원촌리)                                | 파파실길                                                     | 장수군                                                           |                                                    |                                             |
| (외림)                                  | 외림길                                                       | 장수군                                                           |                                                    |                                             |
| 원촌삼거리                              | 지방도 제635호선 (계항로)                                    | 장수군                                                           |                                                    |                                             |
| 원촌교                                  |                                                              | 장수군                                                           |                                                    |                                             |
|                                         | 무주군                                                       | 안성면                                                           |                                                    |                                             |
| 지소삼거리                              | 무주군                                                       | 안성면                                                           | 토옥동로                                           |                                             |
| (주고)                                  | 무주군                                                       | 안성면                                                           | 주고길                                             |                                             |
| 마암교                                  | 무주군                                                       | 안성면                                                           |                                                    |                                             |
| (마암)                                  | 무주군                                                       | 안성면                                                           | 마암길                                             |                                             |
| 공진교 공진초등학교(폐교)               | 무주군                                                       | 안성면                                                           |                                                    |                                             |
| (공진리)                                | 무주군                                                       | 안성면                                                           | 공진길                                             |                                             |
| (죽장)                                  | 무주군                                                       | 안성면                                                           | 죽장길                                             |                                             |
| 죽천삼거리                              | 무주군                                                       | 안성면                                                           | 지방도 제727호선 (덕유산로)                        |                                             |
| 덕유산 나들목 (죽천 교차로)             | 무주군                                                       | 안성면                                                           | 35호선 통영대전고속도로 안성로                     |                                             |
| 상이목교                                | 무주군                                                       | 안성면                                                           |                                                    |                                             |
| 상이목 교차로                           | 무주군                                                       | 안성면                                                           | 원통사로                                           | 상행 진출 불가 하행 진입 불가               |
| 중산 교차로                             | 무주군                                                       | 안성면                                                           | 칠연로                                             |                                             |
| 금평 교차로                             | 무주군                                                       | 안성면                                                           | 금평길                                             |                                             |
| 사전 교차로                             | 무주군                                                       | 안성면                                                           | 국가지원지방도 제49호선 (안성로)                   | 국가지원지방도 제49호선과 중복              |
| 안성재                                  | 무주군                                                       | 안성면                                                           |                                                    | 국가지원지방도 제49호선과 중복 해발 약 500m |
| 안성재                                  | 무주군                                                       | 적상면                                                           |                                                    | 국가지원지방도 제49호선과 중복 해발 약 500m |
| 사산 교차로                             | 무주군                                                       | 국가지원지방도 제49호선 (치마재로)                               | 국가지원지방도 제49호선과 중복                     |                                             |
| 사내 교차로                             | 무주군                                                       | 사내로                                                           |                                                    |                                             |
| 적상 교차로                             | 무주군                                                       | 국도 제30호선 (여용로)                                           | 국도 제30호선과 중복                               |                                             |
| 사천 교차로                             | 무주군                                                       | 구리골로                                                         | 국도 제30호선과 중복                               |                                             |
| 적상산터널                              | 무주군                                                       |                                                                  | 국도 제30호선과 중복 상행 연장 433m 하행 연장 485m |                                             |
| 길왕 교차로                             | 무주군                                                       | 적상산로                                                         | 국도 제30호선과 중복 상행 진출 불가 하행 진입 불가 |                                             |
| 적상산교                                | 무주군                                                       |                                                                  | 국도 제30호선과 중복                               |                                             |
| 적상산교                                | 무주군                                                       | 무주읍                                                           | 국도 제30호선과 중복                               |                                             |
| 적상터널                                | 무주군                                                       |                                                                  | 국도 제30호선과 중복 연장 약 80m                   |                                             |
| 무주 나들목 (가림 교차로)               | 무주군                                                       | 35호선 통영대전고속도로                                          | 국도 제30호선과 중복                               |                                             |
| 가옥 교차로                             | 무주군                                                       | 국도 제37호선 (무금로)                                           | 국도 제30, 37호선과 중복                           |                                             |
| 싸리재터널                              | 무주군                                                       |                                                                  | 국도 제30, 37호선과 중복 연장 385m                 |                                             |
| 당산 교차로                             | 무주군                                                       | 한풍루로                                                         | 국도 제30, 37호선과 중복                           |                                             |
| 무주1 교차로                            | 무주군                                                       | 국도 제30호선 국도 제37호선 지방도 제727호선 (한풍루로) (괴목로) | 국도 제30, 37호선과 중복                           |                                             |
| 칠리대교                                | 무주군                                                       |                                                                  | 국도 제30, 37호선과 중복                           |                                             |
| 무주2 교차로                            | 무주군                                                       | 국도 제30호선 국도 제37호선 (무설로)                             | 국도 제30, 37호선과 중복                           |                                             |
| 압치터널                                | 무주군                                                       |                                                                  | 상행 연장 480m 하행 연장 500m                      |                                             |

- 기존 구간 (2011년 이전 노선)
  - 죽천 교차로(덕유산 나들목) - 비들목삼거리 - 안성사거리 - 두문삼거리 - 안성재

### 충청북도
| 이름                                | 접속 노선                                                          | 소재지                                                       | 소재지                                                                               | 비고                                                         |
| ----------------------------------- | ------------------------------------------------------------------ | ------------------------------------------------------------ | ------------------------------------------------------------------------------------ | ------------------------------------------------------------ |
| 압치터널                            |                                                                    | 영동군                                                       | 학산면                                                                               | 상행 연장 480m 하행 연장 500m                                |
| 봉소 교차로                         | 무학로                                                             | 영동군                                                       | 학산면                                                                               |                                                              |
| 봉산 교차로                         | 지방도 제501호선 (갈기산로) 무학로                                 | 영동군                                                       | 학산면                                                                               |                                                              |
| 삼정리입구                          | 삼정2길                                                            | 영동군                                                       | 학산면                                                                               | 상행 진입 불가 하행 진출 불가                                |
| 학산천교 학산2교                    |                                                                    | 영동군                                                       | 학산면                                                                               |                                                              |
| 덕천교                              | 무학로                                                             | 영동군                                                       | 학산면                                                                               | 상행 진입 불가 하행 진출 불가                                |
| 학산사거리                          | 서산로 서산동길                                                    | 영동군                                                       | 학산면                                                                               |                                                              |
| 서산교                              |                                                                    | 영동군                                                       | 학산면                                                                               |                                                              |
| 학산삼거리                          | 서산로                                                             | 영동군                                                       | 학산면                                                                               |                                                              |
| 마포 교차로                         | 학산영동로                                                         | 영동군                                                       | 학산면                                                                               | 상행 진입 불가 하행 진출 불가                                |
| 마포1교 미봉교                      |                                                                    | 영동군                                                       | 양강면                                                                               |                                                              |
| 묵정 교차로                         | 국가지원지방도 제68호선 지방도 제505호선 (학산영동로) (용화양강로) | 영동군                                                       | 양강면                                                                               | 국가지원지방도 제68호선과 중복                               |
| 원동교                              |                                                                    | 영동군                                                       | 양강면                                                                               | 국가지원지방도 제68호선과 중복                               |
| 원동 교차로                         | 학산영동로                                                         | 영동군                                                       | 양강면                                                                               | 국가지원지방도 제68호선과 중복 상행 진출 불가 하행 진입 불가 |
| 괴목교                              |                                                                    | 영동군                                                       | 양강면                                                                               | 국가지원지방도 제68호선과 중복                               |
| 괴목 교차로                         | 괴목산막로                                                         | 영동군                                                       | 양강면                                                                               | 국가지원지방도 제68호선과 중복                               |
| 가동 교차로                         | 괴목로                                                             | 영동군                                                       | 양강면                                                                               | 국가지원지방도 제68호선과 중복 상행 진입 불가 하행 진출 불가 |
| 양가동 교차로                       | 양정죽촌로                                                         | 영동군                                                       | 영동읍                                                                               | 국가지원지방도 제68호선과 중복                               |
| 영동 교차로                         | 국도 제4호선 (난계로)                                              | 영동군                                                       | 영동읍                                                                               | 국도 제4호선과 중복 국가지원지방도 제68호선과 중복           |
| 매천 교차로                         | 국가지원지방도 제68호선 (영동황간로) 부용동1로                     | 영동군                                                       | 영동읍                                                                               | 국도 제4호선과 중복 국가지원지방도 제68호선과 중복           |
| 부용사거리                          | 중앙로 학산영동로                                                  | 영동군                                                       | 영동읍                                                                               | 국도 제4호선과 중복                                          |
| 영동우체국                          |                                                                    | 영동군                                                       | 영동읍                                                                               | 국도 제4호선과 중복                                          |
| 부용 교차로                         | 국도 제4호선 (난계로)                                              | 영동군                                                       | 영동읍                                                                               | 국도 제4호선과 중복                                          |
| 부용교 금산교                       |                                                                    | 영동군                                                       | 영동읍                                                                               |                                                              |
| 영산 교차로                         | 금동로                                                             | 영동군                                                       | 영동읍                                                                               |                                                              |
| 구교교                              |                                                                    | 영동군                                                       | 영동읍                                                                               |                                                              |
| 눈어치 교차로 (눈어치교)            | 대학로                                                             | 영동군                                                       | 영동읍                                                                               |                                                              |
| 설계교                              |                                                                    | 영동군                                                       | 영동읍                                                                               |                                                              |
| 설계 교차로                         | 대학로                                                             | 영동군                                                       | 영동읍                                                                               |                                                              |
| 노인병원 교차로                     |                                                                    | 영동군                                                       | 영동읍                                                                               |                                                              |
| 유원대 교차로                       |                                                                    | 영동군                                                       | 영동읍                                                                               |                                                              |
| 솔치재                              |                                                                    | 영동군                                                       | 영동읍                                                                               |                                                              |
|                                     | 용산면                                                             | 영동군                                                       |                                                                                      |                                                              |
| 봉현삼거리                          | 심원회포로                                                         | 영동군                                                       |                                                                                      |                                                              |
| 송천교                              |                                                                    | 영동군                                                       |                                                                                      |                                                              |
| 율리 교차로                         | 용산로 율리길                                                      | 영동군                                                       |                                                                                      |                                                              |
| 영동 나들목 (상용사거리)            | 1호선 경부고속도로 지방도 제514호선 (용산로)                       | 영동군                                                       | 지방도 제514호선과 중복                                                              |                                                              |
| 삼용삼거리                          | 지방도 제514호선 (용심로)                                          | 영동군                                                       | 지방도 제514호선과 중복                                                              |                                                              |
| 매남사거리                          | 한곡백자전로                                                       | 영동군                                                       |                                                                                      |                                                              |
| 샘티재                              |                                                                    | 영동군                                                       |                                                                                      |                                                              |
|                                     | 옥천군                                                             | 청산면                                                       |                                                                                      |                                                              |
| 목동삼거리                          | 옥천군                                                             | 청산면                                                       | 옥천청산농공단지                                                                     |                                                              |
| 인정삼거리                          | 옥천군                                                             | 청산면                                                       | 신매인정로                                                                           |                                                              |
| 청산교                              | 옥천군                                                             | 청산면                                                       |                                                                                      |                                                              |
| 청산삼거리                          | 옥천군                                                             | 청산면                                                       | 지방도 제505호선 (청산관기로)                                                        | 지방도 제505호선과 중복                                      |
| 교평삼거리                          | 옥천군                                                             | 청산면                                                       | 지전길                                                                               | 지방도 제505호선과 중복                                      |
| (이름 없음)                         | 옥천군                                                             | 청산면                                                       | 보청천길 지전1길                                                                     | 지방도 제505호선과 중복                                      |
| 지전삼거리                          | 옥천군                                                             | 청산면                                                       | 지전길                                                                               | 지방도 제505호선과 중복                                      |
| 산계삼거리                          | 옥천군                                                             | 지방도 제505호선 (청성로)                                    | 청성면                                                                               | 지방도 제505호선과 중복                                      |
| 도곡보건진료소                      | 옥천군                                                             |                                                              | 청성면                                                                               |                                                              |
| 능월리삼거리                        | 옥천군                                                             | 원남로                                                       | 청성면                                                                               |                                                              |
| 원남 교차로                         | 지방도 제502호선 (삼승탄부로) 원남장암로                           | 보은군                                                       | 삼승면                                                                               |                                                              |
| 서원리삼거리                        | 원남로                                                             | 보은군                                                       | 삼승면                                                                               |                                                              |
| 상가삼거리                          | 상가천남로                                                         | 보은군                                                       | 삼승면                                                                               |                                                              |
| 송죽초등학교                        |                                                                    | 보은군                                                       | 삼승면                                                                               |                                                              |
| 송죽사거리                          | 거현송죽로 천남송죽로                                              | 보은군                                                       | 삼승면                                                                               |                                                              |
| 송죽교                              |                                                                    | 보은군                                                       | 삼승면                                                                               |                                                              |
|                                     | 보은읍                                                             | 보은군                                                       |                                                                                      |                                                              |
| 보은IC 교차로                       | 국도 제37호선 (옥천 ~ 보은간 도로)                                 | 보은군                                                       | 국도 제37호선과 중복                                                                 |                                                              |
| 금굴삼거리                          | 덕동고승로                                                         | 보은군                                                       | 국도 제37호선과 중복                                                                 |                                                              |
| 금굴 교차로                         | 남부로                                                             | 보은군                                                       | 국도 제37호선과 중복                                                                 |                                                              |
| 금굴교 월송1교 월송2교              |                                                                    | 보은군                                                       | 국도 제37호선과 중복                                                                 |                                                              |
| (월송 교차로)                       | 송산길 월송어암길                                                  | 보은군                                                       | 국도 제37호선과 중복                                                                 |                                                              |
| 성주교                              |                                                                    | 보은군                                                       | 국도 제37호선과 중복                                                                 |                                                              |
| 보은 교차로                         | 국도 제25호선 국도 제37호선 (보청대로)                             | 보은군                                                       | 국도 제37호선과 중복                                                                 |                                                              |
| 풍취교 신함1교 신함2교              |                                                                    | 보은군                                                       |                                                                                      |                                                              |
| 신함IC교 (신함 교차로)              | 신함1길                                                            | 보은군                                                       |                                                                                      |                                                              |
| 학림교                              |                                                                    | 보은군                                                       |                                                                                      |                                                              |
| 봉계1 교차로                        | 남부로                                                             | 보은군                                                       | 상행 진입 불가 하행 진출 불가                                                        |                                                              |
| 봉계IC교                            |                                                                    | 보은군                                                       |                                                                                      |                                                              |
|                                     | 내북면                                                             | 보은군                                                       |                                                                                      |                                                              |
| 봉계2 교차로                        | 지방도 제575호선 (산외로) (남부로)                                 | 보은군                                                       |                                                                                      |                                                              |
| 봉계2 교차로                        | 지방도 제575호선 (산외로) (남부로)                                 | 보은군                                                       | 산외면                                                                               |                                                              |
| 봉계터널                            |                                                                    | 보은군                                                       | 연장 1,668m                                                                          |                                                              |
| 중티1교 중티2교                     |                                                                    | 보은군                                                       |                                                                                      |                                                              |
| 중티 교차로                         | 내북산외로                                                         | 보은군                                                       | 상행 진입 불가 하행 진출 불가                                                        |                                                              |
| 이식1교                             |                                                                    | 보은군                                                       |                                                                                      |                                                              |
| 이식 교차로                         | 내북산외로 이식로                                                  | 보은군                                                       | 상행 진출 불가 하행 진입 불가                                                        |                                                              |
| 이식교                              |                                                                    | 보은군                                                       |                                                                                      |                                                              |
|                                     | 내북면                                                             | 보은군                                                       |                                                                                      |                                                              |
| 봉황 교차로                         | 성암가고로                                                         | 보은군                                                       |                                                                                      |                                                              |
| 봉황교                              |                                                                    | 보은군                                                       |                                                                                      |                                                              |
| 봉황터널                            |                                                                    | 보은군                                                       | 연장 317m                                                                            |                                                              |
| 봉황터널                            |                                                                    | 청주시                                                       | 연장 317m                                                                            | 상당구 미원면                                                |
| 운암교 운암육교                     |                                                                    | 청주시                                                       |                                                                                      | 상당구 미원면                                                |
| 운암 교차로                         | 지방도 제571호선 (남부로) 운암계원로                               | 청주시                                                       |                                                                                      | 상당구 미원면                                                |
| 운천 교차로                         | 남부로                                                             | 청주시                                                       |                                                                                      | 상당구 미원면                                                |
| 청석교                              |                                                                    | 청주시                                                       |                                                                                      | 상당구 미원면                                                |
| 청석 교차로                         | 남부로                                                             | 청주시                                                       |                                                                                      | 상당구 미원면                                                |
| 점말 교차로                         | 성대2길                                                            | 청주시                                                       |                                                                                      | 상당구 미원면                                                |
| 성대 교차로                         | 성대3길                                                            | 청주시                                                       |                                                                                      | 상당구 미원면                                                |
| 새터 교차로                         | 성대1길 수목원길                                                   | 청주시                                                       |                                                                                      | 상당구 미원면                                                |
| 새터교                              |                                                                    | 청주시                                                       |                                                                                      | 상당구 미원면                                                |
| 미원사거리                          | 국가지원지방도 제32호선 (단재로)                                   | 청주시                                                       | 국가지원지방도 제32호선과 중복                                                       | 상당구 미원면                                                |
| 미원삼거리                          | 미원시내2길                                                        | 청주시                                                       | 국가지원지방도 제32호선과 중복                                                       | 상당구 미원면                                                |
| 미원면사무소                        | 지방도 제511호선 (미원초정로)                                      | 청주시                                                       | 국가지원지방도 제32호선과 중복                                                       | 상당구 미원면                                                |
| 미원초등학교 미원중학교 청원도서관  |                                                                    | 청주시                                                       | 국가지원지방도 제32호선과 중복                                                       | 상당구 미원면                                                |
| 구방삼거리                          | 국가지원지방도 제32호선 (괴산로)                                   | 청주시                                                       | 국가지원지방도 제32호선과 중복                                                       | 상당구 미원면                                                |
| 거리고개                            |                                                                    | 청주시                                                       |                                                                                      | 상당구 미원면                                                |
|                                     | 괴산군                                                             | 청안면                                                       |                                                                                      |                                                              |
| 부흥사거리                          | 괴산군                                                             | 청안면                                                       | 국도 제37호선 (금평로) 지방도 제592호선 (질마로)                                     | 국도 제37호선과 중복                                         |
| 부흥교                              | 괴산군                                                             | 청안면                                                       |                                                                                      | 국도 제37호선과 중복                                         |
|                                     | 괴산군                                                             | 청천면                                                       |                                                                                      | 국도 제37호선과 중복                                         |
| 부성교                              | 괴산군                                                             |                                                              |                                                                                      | 국도 제37호선과 중복                                         |
| 지경삼거리                          | 괴산군                                                             | 지방도 제533호선 (도경로)                                    | 국도 제37호선과 중복 지방도 제533호선과 중복                                         |                                                              |
| 지경2삼거리                         | 괴산군                                                             | 지방도 제533호선 (장암로)                                    | 국도 제37호선과 중복 지방도 제533호선과 중복                                         |                                                              |
| 지경2삼거리                         | 괴산군                                                             | 지방도 제533호선 (장암로)                                    | 국도 제37호선과 중복 지방도 제533호선과 중복                                         | 문광면                                                       |
| 문광터널                            | 괴산군                                                             |                                                              | 국도 제37호선과 중복 연장 585m                                                       |                                                              |
| 문광교                              | 괴산군                                                             |                                                              | 국도 제37호선과 중복                                                                 |                                                              |
| 문광삼거리                          | 괴산군                                                             | 국가지원지방도 제49호선 (송문로)                             | 국도 제37호선과 중복 국가지원지방도 제49호선과 중복                                  |                                                              |
| 문광초등학교 광덕교                 | 괴산군                                                             |                                                              | 국도 제37호선과 중복 국가지원지방도 제49호선과 중복                                  |                                                              |
| 광덕삼거리                          | 괴산군                                                             | 광덕길                                                       | 국도 제37호선과 중복 국가지원지방도 제49호선과 중복                                  |                                                              |
| 문광교                              | 괴산군                                                             |                                                              | 국도 제37호선과 중복 국가지원지방도 제49호선과 중복                                  |                                                              |
|                                     | 괴산군                                                             | 괴산읍                                                       | 국도 제37호선과 중복 국가지원지방도 제49호선과 중복                                  |                                                              |
| 괴산중학교                          | 괴산군                                                             |                                                              | 국도 제37호선과 중복 국가지원지방도 제49호선과 중복                                  |                                                              |
| 대사삼거리                          | 괴산군                                                             | 읍내로                                                       | 국도 제37호선과 중복 국가지원지방도 제49호선과 중복                                  |                                                              |
| 금산삼거리                          | 괴산군                                                             | 읍내로2길                                                    | 국도 제37호선과 중복 국가지원지방도 제49호선과 중복                                  |                                                              |
| 괴산군민회관 괴산시외버스공용터미널 | 괴산군                                                             |                                                              | 국도 제37호선과 중복 국가지원지방도 제49호선과 중복                                  |                                                              |
| 시계탑사거리                        | 괴산군                                                             | 읍내로 읍내로11길                                            | 국도 제37호선과 중복 국가지원지방도 제49호선과 중복                                  |                                                              |
| 제2괴산교                           | 괴산군                                                             |                                                              | 국도 제37호선과 중복 국가지원지방도 제49호선과 중복                                  |                                                              |
| 동부 교차로                         | 괴산군                                                             | 국도 제34호선 국도 제37호선 국가지원지방도 제49호선 (중부로) |                                                                                      |                                                              |
| 중원대학교                          | 괴산군                                                             |                                                              |                                                                                      |                                                              |
| 괴산대제산업단지                    | 괴산군                                                             | 대제산단길                                                   |                                                                                      |                                                              |
| 술청 교차로                         | 괴산군                                                             | 문무로                                                       |                                                                                      |                                                              |
| 능촌삼거리                          | 괴산군                                                             | 능촌로                                                       | 능촌삼거리~구무정마을 구간 미개통                                                    |                                                              |
| (구무정)                            | 괴산군                                                             | 충민로구무정길                                               | 능촌삼거리~구무정마을 구간 미개통                                                    | 감물면                                                       |
| 신기삼거리                          | 괴산군                                                             | 감물로                                                       |                                                                                      | 감물면                                                       |
| 광전교                              | 괴산군                                                             |                                                              |                                                                                      | 감물면                                                       |
| 광전사거리                          | 괴산군                                                             | 지방도 제525호선 (맹이재로) (충민로신대길)                   |                                                                                      | 감물면                                                       |
| 백양 교차로                         | 괴산군                                                             | 충민로                                                       |                                                                                      | 감물면                                                       |
| 백양교                              | 괴산군                                                             |                                                              |                                                                                      | 감물면                                                       |
| 느릅재터널                          | 괴산군                                                             |                                                              | 연장 1,018m                                                                          | 감물면                                                       |
| 느릅재터널                          | 괴산군                                                             | 장연면                                                       | 연장 1,018m                                                                          |                                                              |
| 방곡교                              | 괴산군                                                             |                                                              |                                                                                      |                                                              |
| 방곡 교차로                         | 괴산군                                                             | 충민로                                                       |                                                                                      |                                                              |
| (이름 없음)                         | 괴산군                                                             | 주월로                                                       |                                                                                      |                                                              |
| 괴산 나들목 (괴산 교차로)           | 괴산군                                                             | 45호선 중부내륙고속도로                                      |                                                                                      |                                                              |
| 방곡 교차로                         | 괴산군                                                             | 지방도 제508호선 (충민로)                                    |                                                                                      |                                                              |
| 방곡2교                             | 괴산군                                                             |                                                              |                                                                                      |                                                              |
| 문강1교                             | 괴산군                                                             |                                                              |                                                                                      |                                                              |
|                                     | 충주시                                                             | 살미면                                                       |                                                                                      |                                                              |
| 문강 교차로                         | 충주시                                                             | 살미면                                                       | 지방도 제510호선 (팔봉로)                                                            |                                                              |
| 살미터널                            | 충주시                                                             | 살미면                                                       |                                                                                      | 상행 연장 488m 하행 연장 526m                                |
| 세성 교차로 (살미육교)              | 충주시                                                             | 살미면                                                       | 국도 제3호선 국도 제36호선 국가지원지방도 제82호선 (중원대로)                        | 국도 제3, 36호선과 중복 국가지원지방도 제82호선과 중복       |
| 살미삼거리                          | 충주시                                                             | 살미면                                                       | 세성로                                                                               | 국도 제3, 36호선과 중복 국가지원지방도 제82호선과 중복       |
| 문산삼거리                          | 충주시                                                             | 살미면                                                       | 문강로                                                                               | 국도 제3, 36호선과 중복 국가지원지방도 제82호선과 중복       |
| 호음실삼거리                        | 충주시                                                             | 살미면                                                       | 호음실1길                                                                            | 국도 제3, 36호선과 중복 국가지원지방도 제82호선과 중복       |
| 향산삼거리                          | 충주시                                                             | 살미면                                                       | 유주막로                                                                             | 국도 제3, 36호선과 중복 국가지원지방도 제82호선과 중복       |
| 노루목다리                          | 충주시                                                             | 살미면                                                       |                                                                                      | 국도 제3, 36호선과 중복 국가지원지방도 제82호선과 중복       |
|                                     | 충주시                                                             | 달천동                                                       |                                                                                      | 국도 제3, 36호선과 중복 국가지원지방도 제82호선과 중복       |
| 풍동 교차로                         | 충주시                                                             | 국가지원지방도 제82호선 (중원대로)                           | 국도 제3, 36호선과 중복 국가지원지방도 제82호선과 중복 상행 진입 불가 하행 진출 불가 |                                                              |
| 임경업장군 교차로                   | 충주시                                                             | 상풍2길                                                      | 국도 제3, 36호선과 중복                                                              |                                                              |
| 하풍 교차로                         | 충주시                                                             | 풍동동막길                                                   | 국도 제3, 36호선과 중복                                                              |                                                              |
| 가주 교차로                         | 충주시                                                             | 소가주1길                                                    | 국도 제3, 36호선과 중복                                                              |                                                              |
| 용관터널                            | 충주시                                                             |                                                              | 국도 제3, 36호선과 중복 상행 연장 435m 하행 연장 513m                                |                                                              |
| 용두 교차로                         | 충주시                                                             | 국도 제3호선 국도 제36호선 (중원대로)                        | 국도 제3, 36호선과 중복                                                              |                                                              |
| 용두1교                             | 충주시                                                             |                                                              |                                                                                      |                                                              |
|                                     | 충주시                                                             | 중앙탑면                                                     |                                                                                      |                                                              |
| 창동 교차로                         | 충주시                                                             | 국가지원지방도 제82호선 (탄금대로)                           |                                                                                      |                                                              |
| 우륵대교                            | 충주시                                                             |                                                              |                                                                                      |                                                              |
|                                     | 충주시                                                             | 금가면                                                       |                                                                                      |                                                              |
| 유송 교차로                         | 충주시                                                             | 김생로                                                       |                                                                                      |                                                              |
| 반송교                              | 충주시                                                             |                                                              |                                                                                      |                                                              |
| 문산 교차로                         | 충주시                                                             | 보라매로                                                     | 동량면                                                                               |                                                              |
| 사암 교차로                         | 충주시                                                             | 충원대로                                                     | 금가면                                                                               |                                                              |
| 금가 교차로                         | 충주시                                                             | 강수로 대미길                                                | 동량면                                                                               |                                                              |
| 동충주 나들목                       | 충주시                                                             | 40호선 평택제천고속도로                                      | 산척면                                                                               |                                                              |
| 하영 교차로                         | 충주시                                                             | 국도 제38호선 (북부로)                                       | 산척면                                                                               |                                                              |
| 영덕천교                            | 충주시                                                             |                                                              | 산척면                                                                               |                                                              |
| 엄정교                              | 충주시                                                             |                                                              | 엄정면                                                                               |                                                              |
| 엄정 교차로                         | 충주시                                                             | 내창로                                                       | 엄정면                                                                               |                                                              |
| 논강교                              | 충주시                                                             |                                                              | 엄정면                                                                               |                                                              |
| 동막교                              | 충주시                                                             |                                                              | 소태면                                                                               |                                                              |
| 동막 교차로                         | 충주시                                                             | 동막안말길                                                   | 소태면                                                                               |                                                              |
| 구룡 교차로                         | 충주시                                                             | 구룡로                                                       | 소태면                                                                               |                                                              |
| 소태재터널                          | 충주시                                                             |                                                              | 소태면                                                                               | 상행 연장 453m 하행 연장 448m                                |
| 소태육교                            | 충주시                                                             |                                                              | 소태면                                                                               |                                                              |

- 기존 구간 (2015년 이전 노선)
  - 영동군 부용사거리 - 중앙사거리 - 구교삼거리 - 구교동주민센터 - 구교사거리 - 영동인터넷고등학교 - 영동병원 - 눈어치 교차로

### 강원특별자치도
| 이름                                 | 접속 노선                                            | 소재지 | 소재지                                              | 비고                                                   |
| ------------------------------------ | ---------------------------------------------------- | ------ | --------------------------------------------------- | ------------------------------------------------------ |
| 소태육교                             |                                                      | 원주시 | 귀래면                                              |                                                        |
| 귀래 교차로                          | 지방도 제531호선 (운남길)                            | 원주시 | 귀래면                                              |                                                        |
| 운계 교차로                          | 운계다둔길                                           | 원주시 | 귀래면                                              | 상행 진출 불가 하행 진입 불가                          |
| 운계터널                             |                                                      | 원주시 | 귀래면                                              | 상행 연장 494m 하행 연장 475m                          |
| 백운 교차로                          | 귀운길                                               | 원주시 | 귀래면                                              |                                                        |
| 매지터널                             |                                                      | 원주시 | 귀래면                                              | 상행 연장 690m 하행 연장 661m                          |
| 매지터널                             | 흥업면                                               | 원주시 |                                                     | 상행 연장 690m 하행 연장 661m                          |
| 매지 교차로                          | 북원로                                               | 원주시 |                                                     |                                                        |
| 연세대학교 원주캠퍼스 (연세대삼거리) | 연세대길                                             | 원주시 |                                                     |                                                        |
| 무수막삼거리                         | 무수막1길                                            | 원주시 |                                                     |                                                        |
| 흥업 교차로                          | 국도 제42호선 국가지원지방도 제88호선 (원주우회도로) | 원주시 | 국도 제42호선과 중복 국가지원지방도 제88호선과 중복 |                                                        |
| 흥업교                               |                                                      | 원주시 | 국도 제42호선과 중복 국가지원지방도 제88호선과 중복 |                                                        |
| 서곡 교차로                          | 용수골길                                             | 원주시 | 국도 제42호선과 중복 국가지원지방도 제88호선과 중복 | 판부면                                                 |
| 관설 교차로                          | 국도 제5호선 국가지원지방도 제88호선 (치악로)        | 원주시 | 반곡관설동                                          | 국도 제5, 42호선과 중복 국가지원지방도 제88호선과 중복 |
| 반곡 교차로                          | 입춘로                                               | 원주시 | 반곡관설동                                          | 국도 제5, 42호선과 중복                                |
| 반곡지하차도                         |                                                      | 원주시 | 반곡관설동                                          | 국도 제5, 42호선과 중복                                |
| 행구1교                              |                                                      | 원주시 | 반곡관설동                                          | 국도 제5, 42호선과 중복                                |
|                                      | 행구동                                               | 원주시 |                                                     | 국도 제5, 42호선과 중복                                |
| 행구 교차로                          | 운곡로 행구로                                        | 원주시 |                                                     | 국도 제5, 42호선과 중복                                |
| 봉산2교                              |                                                      | 원주시 | 봉산동                                              | 국도 제5, 42호선과 중복                                |
| 봉산터널                             |                                                      | 원주시 | 봉산동                                              | 국도 제5, 42호선과 중복 연장 870m                      |
| 봉산터널                             | 소초면                                               | 원주시 |                                                     | 국도 제5, 42호선과 중복 연장 870m                      |
| 흥양 교차로                          | 국도 제42호선 (노루고개길)                           | 원주시 | 국도 제5, 42호선과 중복                             |                                                        |
| 원중교 신양대교                      |                                                      | 원주시 | 국도 제5호선과 중복                                 |                                                        |
| (이름 없음)                          | 북원로                                               | 원주시 | 국도 제5호선과 중복                                 |                                                        |
| 남문사거리                           | 섬배로                                               | 원주시 | 국도 제5호선과 중복                                 |                                                        |
| 원주공항                             | 둔둔로 횡성로                                        | 원주시 | 국도 제5호선과 중복 상행 진입 불가 하행 진출 불가   |                                                        |
| (이름 없음)                          | 횡성로                                               | 횡성군 | 횡성읍                                              | 국도 제5호선과 중복                                    |
| 성남초등학교                         |                                                      | 횡성군 | 횡성읍                                              | 국도 제5호선과 중복                                    |
| 횡성묵계농공단지                     | 청용길                                               | 횡성군 | 횡성읍                                              |                                                        |
| 횡성여자고등학교                     |                                                      | 횡성군 | 횡성읍                                              |                                                        |
| 입석 나들목                          | 국도 제5호선 국도 제6호선 (경강로)                   | 횡성군 | 횡성읍                                              | 국도 제5호선과 중복 국도 제6호선과 중복                |
| 읍상 교차로                          | 한우로                                               | 횡성군 | 횡성읍                                              | 국도 제6호선과 중복 상행 진출 불가 하행 진입 불가      |
| 마산 교차로                          | 남산로 한우로                                        | 횡성군 | 횡성읍                                              | 국도 제6호선과 중복                                    |
| 구만육교                             | 한우로                                               | 횡성군 | 횡성읍                                              | 국도 제6호선과 중복 상행 진입 불가 하행 진출 불가      |
| 추동 교차로                          | 지방도 제442호선 (한우로)                            | 횡성군 | 횡성읍                                              | 국도 제6호선과 중복                                    |
| 영영포 교차로                        | 국도 제6호선 (경강로) 추용로                         | 횡성군 | 횡성읍                                              | 국도 제6호선과 중복                                    |
| (이름 없음)                          | 추용로                                               | 횡성군 | 횡성읍                                              |                                                        |
| 옥동 교차로                          | 성동로 태기로                                        | 횡성군 | 횡성읍                                              |                                                        |
| 구방교                               |                                                      | 횡성군 | 갑천면                                              |                                                        |
| 구리고개                             |                                                      | 횡성군 | 갑천면                                              |                                                        |
| (이름 없음)                          | 정포로                                               | 횡성군 | 갑천면                                              |                                                        |
| 갑천초등학교                         |                                                      | 횡성군 | 갑천면                                              |                                                        |
| (매일교 입구)                        | 지방도 제420호선 (갑천로)                            | 횡성군 | 갑천면                                              | 지방도 제420호선과 중복                                |
| 율동리                               | 지방도 제420호선 (외갑천로)                          | 횡성군 | 갑천면                                              | 지방도 제420호선과 중복                                |
| (유평교 입구)                        | 청일로                                               | 횡성군 | 청일면                                              |                                                        |
| 청일초등학교 청일중학교              |                                                      | 횡성군 | 청일면                                              |                                                        |
| (이름 없음)                          | 봉덕로                                               | 횡성군 | 청일면                                              |                                                        |
| 주주리재                             |                                                      | 횡성군 | 청일면                                              | 해발 310m                                              |
| 춘당교 당고개 춘당초등학교           |                                                      | 횡성군 | 청일면                                              |                                                        |
| 먼드래재                             |                                                      | 횡성군 | 청일면                                              | 해발 466m                                              |
| 먼드래재                             |                                                      | 홍천군 | 서석면                                              | 해발 466m                                              |
| 풍암교                               |                                                      | 홍천군 | 서석면                                              |                                                        |
| 풍암4 교차로                         | 국도 제56호선 (서석우회도로)                         | 홍천군 | 서석면                                              | 종점                                                   |

- 기존 구간 (2009년 이전 노선) : 흥업 교차로 - 흥대 교차로 - 자감교사거리 - 육민관고등학교 - 이마트 원주점 - 남원주 나들목 - 원주대성중학교, 대성고등학교 - 만대사거리 - 시청사거리 - 이화마을사거리 - 둣내사거리(단계지하차도) - 단계택지사거리 - 모래내사거리 - 단계사거리 - 단계초등학교 - 우산철교사거리 - 우무개삼거리 - 우산삼거리 - 유원삼거리 - 돌터삼거리 - 우산공단삼거리 - 북원교삼거리 - 북원교 - 태장삼거리 - 태장교삼거리 - 태장교 - 가현삼거리 - 원주 나들목(원주IC 교차로) - 장양초등학교 - 태장농공단지삼거리 - 장양사거리 - 장양리
- 기존 구간 (2000년 이전 노선) : 입석 나들목 - 횡성시외버스터미널 - 횡성오거리 - 읍상리 - 횡성경찰서 - 개전리 - 옥동 교차로

## 도로명
경상남도
- 남해군 미조면 미조마을 ~ 하동군 금남면 남해대교 교차로 : 남해대로
- 하동군 금남면 남해대교 교차로 ~ 하동읍 섬진교사거리 : 섬진강대로
- 하동군 하동읍 섬진교사거리 ~ 하동시외버스터미널 : 경서대로
- 하동군 하동읍 하동시외버스터미널 ~ 읍내삼거리 : 중앙로
- 하동군 하동읍 읍내삼거리 ~ 화개면 탑리 : 섬진강대로

전라남도
- 구례군 토지면 외곡리 ~ 마산면 냉천 나들목 : 섬진강대로
- 구례군 마산면 냉천 나들목 ~ 산동면 밤재터널 : 산업로

전북특별자치도
- 남원시 주천면 밤재터널 ~ 도통동 고죽 교차로 : 산업로
- 남원시 도통동 고죽 교차로 ~ 산동면 월석리 : 요천로
- 장수군 번암면 대론리 ~ 계남면 장수 나들목 : 장수로
- 장수군 계남면 장수 나들목 ~ 장계면 회전 교차로 : 장무로
- 장수군 장계면 회전 교차로 ~ 신동삼거리 : 백화로
- 장수군 장계면 신동삼거리 ~ 장계사거리 : 육십령로
- 장수군 장계면 장계사거리 ~ 무주군 안성면 죽천 교차로 : 장무로
- 무주군 안성면 죽천 교차로 ~ 무주읍 압치터널 : 무주로

충청북도
- 영동군 학산면 압치터널 ~ 영동읍 영동 교차로 : 영동로
- 영동군 영동읍 영동 교차로 ~ 부용사거리 : 난계로
- 영동군 영동읍 부용사거리 ~ 구교삼거리 : 중앙로
- 영동군 영동읍 구교삼거리 ~ 구교사거리 : 구교로
- 영동군 영동읍 구교사거리 ~ 솔치재 : 대학로
- 영동군 용산면 솔치재 ~ 보은군 보은읍 금굴 교차로 : 남부로
- 보은군 보은읍 금굴 교차로 ~ 청주시 상당구 미원면 운암 교차로 : 보은미원로
- 청주시 상당구 미원면 운암 교차로 ~ 미원사거리 : 남부로
- 청주시 상당구 미원면 미원사거리 ~ 구방삼거리 : 단재로
- 청주시 상당구 미원면 구방삼거리 ~ 괴산군 괴산읍 대사삼거리 : 괴산로
- 괴산군 괴산읍 대사삼거리 ~ 시계탑사거리 : 읍내로
- 괴산군 괴산읍 시계탑사거리 ~ 제2괴산교 : 괴강로
- 괴산군 괴산읍 제2괴산교 ~ 술청 교차로 : 문무로
- 괴산군 감물면 구무정 ~ 장연면 괴산 교차로 : 충민로
- 괴산군 장연면 괴산 교차로 ~ 충주시 살미면 세성 교차로 : 도로명 없음(괴산IC ~ 살미 도로)
- 충주시 살미면 세성 교차로 ~ 달천동 풍동 교차로 : 중원대로
- 충주시 달천동 풍동 교차로 ~ 금가면 사암 교차로 : 서부순환대로
- 충주시 금가면 사암 교차로 ~ 소태면 소태육교 : 충원대로

강원특별자치도
- 원주시 귀래면 소태육교 ~ 흥업면 매지 교차로 : 충원대로
- 원주시 흥업면 매지 교차로 ~ 흥업 교차로 : 북원로
- 원주시 흥업면 흥업 교차로 ~ 소초면 장양리 : 원주우회도로
- 원주시 소초면 장양리 ~ 횡성군 횡성읍 성남초등학교 : 북원로
- 횡성군 횡성읍 성남초등학교 ~ 입석 나들목 : 횡성로
- 횡성군 횡성읍 입석 나들목 ~ 영영포 교차로 : 경강로
- 횡성군 횡성읍 영영포 교차로 ~ 옥동 교차로 : 성동로
- 횡성군 횡성읍 옥동 교차로 ~ 갑천면 구방교 : 태기로
- 횡성군 갑천면 구방교 ~ 홍천군 서석면 풍암리 : 청정로

## 자동차 전용도로 구간
아래 구간은 국토교통부에서 지정한 자동차 전용도로 구간이므로 보행자, 자전거 등은 통행할 수 없다. 이륜자동차 (모터사이클 혹은 오토바이)는 긴급자동차 (싸이카 및 소방용 모터사이클 등)에 한해 통행이 가능하며, 그 밖의 이륜자동차와 경운기, 우마차, 트랙터, 손수레는 통행할 수 없다.
| 도로명                  | 시점                                       | 종점                                                  | 총연장 (km) | 차로수 | 지정일                           |
| ----------------------- | ------------------------------------------ | ----------------------------------------------------- | ----------- | ------ | -------------------------------- |
| 서부순환대로            | 충청북도 충주시 용두동(용두 교차로)        | 충청북도 충주시 금가면 사암리(사암 교차로)            | 10.8        | 4      | 2005년 7월 13일                  |
| 충원대로                | 충청북도 충주시 소태면 구룡리(구룡 교차로) | 강원특별자치도 원주시 흥업면 매지리(매지 교차로 남단) | 14.2        | 4      | 2006년 11월 2일 2010년 11월 26일 |
| 원주시 국도대체우회도로 | 강원특별자치도 원주시 관설동(관설 교차로)  | 강원특별자치도 원주시 봉산동(봉산터널)                | 7.4         | 4      | 2002년 8월 3일                   |
| 원주시 국도대체우회도로 | 강원특별자치도 원주시 봉산동(봉산터널)     | 강원특별자치도 원주시 소초면 수암리(흥양 교차로)      | 7.5         | 4      | 2001년 12월 27일                 |

## 사진

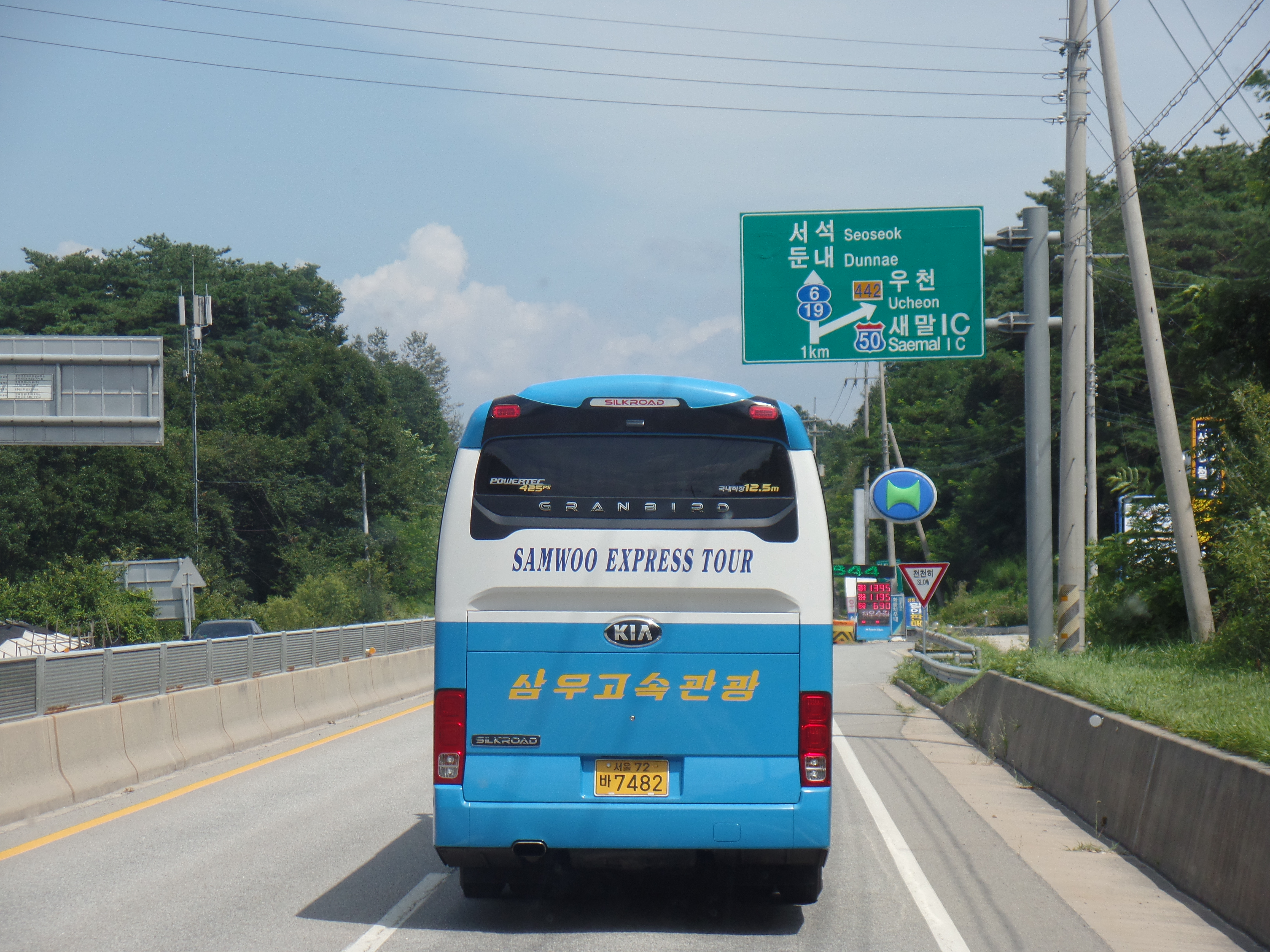
추동입체교차로
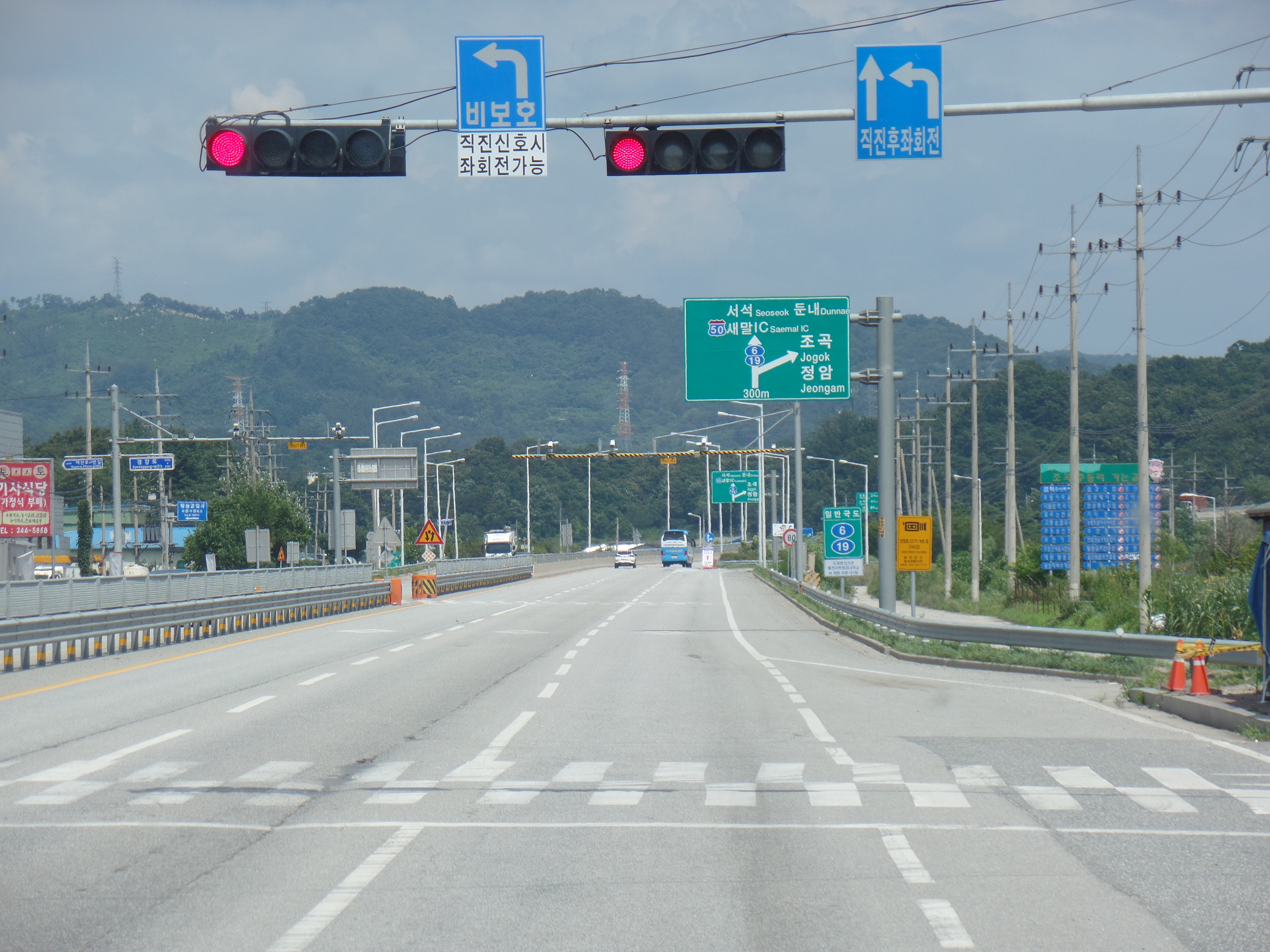
영영포교차로
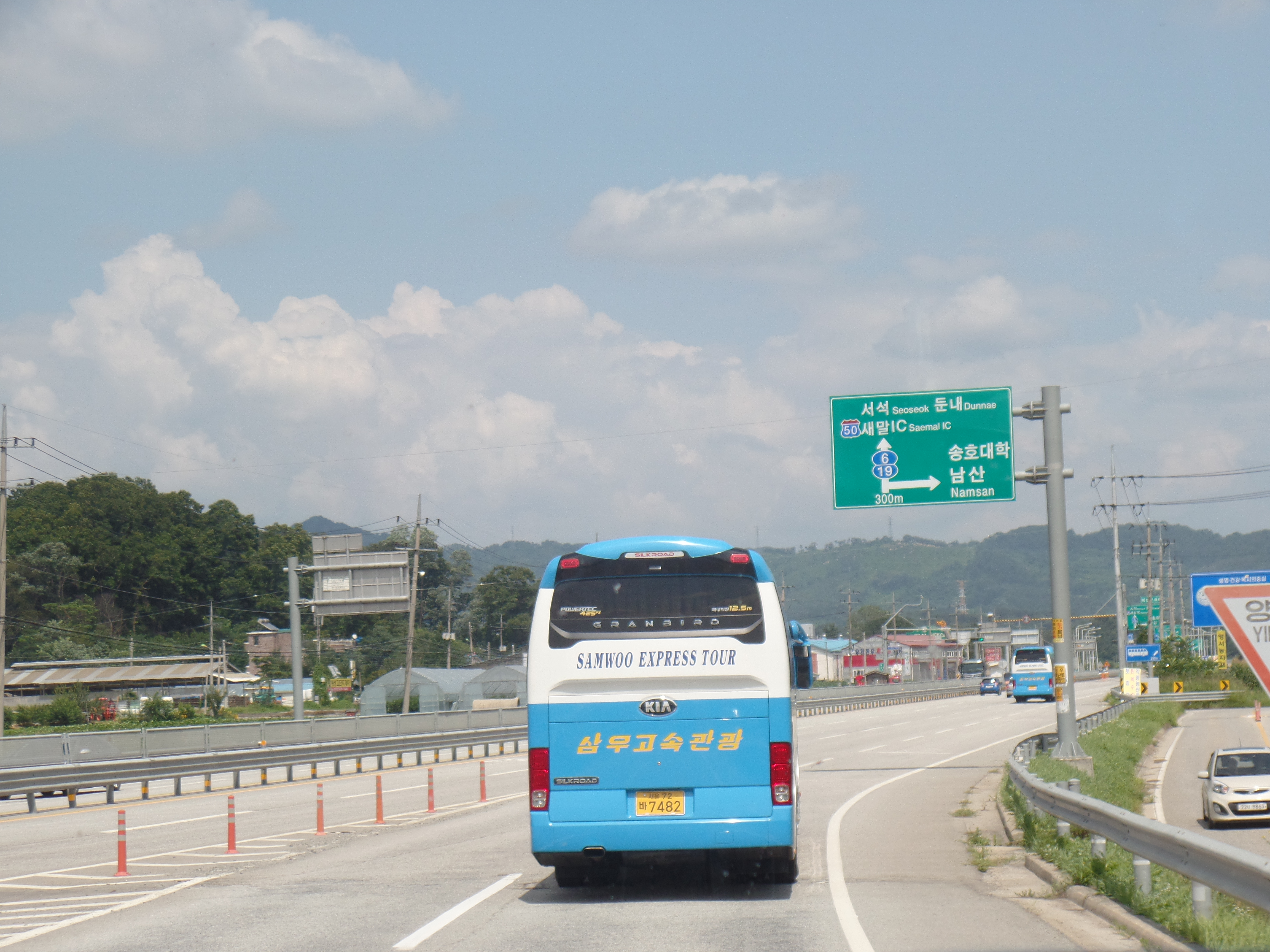
마산교차로